# Tour de France 2024
Die Tour de France 2024 war die 111. Austragung des wichtigsten Etappenrennens im professionellen Straßenradsport. Das Rennen startete am 29. Juni 2024 in Florenz – und somit erstmals in Italien. Das Ziel der letzten Etappe am 21. Juli 2024 befand sich in Nizza, weil in Paris wenige Tage nach dem Tourende die Olympischen Sommerspiele stattfanden. Es war das erste Mal, dass die Frankreich-Rundfahrt nicht in Paris endete, und das erste Mal seit dem Jahr 1989, dass ein Einzelzeitfahren die letzte Etappe bildete.
Tadej Pogačar (UAE Team Emirates) gewann nach den Jahren 2020 und 2021 seine dritte Tour de France und feierte zudem sechs Etappensiege. Der 25-jährige Slowene, der kurz zuvor auch den Giro d’Italia  gewonnen hatte, setzte sich mit einem Vorsprung von sechs Minuten und 17 Sekunden vor dem Vorjahressieger Jonas Vingegaard (Team Visma-Lease a Bike) durch. Platz drei ging an den Belgier Remco Evenepoel (Soudal Quick-Step), der bei seinem ersten Antritt die Nachwuchswertung gewann. In der Gesamtwertung wies er einen Rückstand von neun Minuten und 18 Sekunden auf.
Die Punktewertung ging mit 384 Punkten an den Eritreer Biniam Girmay (Intermarché-Wanty), der als erster Afrikaner eine Sonderwertung beim größten Radrennen der Welt gewann. Er setzte sich mit einem Vorsprung von 33 Punkten vor dem belgischen Sprinter Jasper Philipsen (Alpecin-Deceuninck) durch. Beide konnten drei Etappen der 111. Austragung gewinnen. Die Bergwertung ging mit 127 Punkten an den Ecuadorianer Richard Carapaz (EF Education-EasyPost), der ebenfalls eine Etappe gewann und zum kämpferischsten Fahrer gewählt wurde. Die Mannschaftswertung ging an das UAE Team Emirates, das neben Tadej Pogačar mit João Almeida und Adam Yates zwei weitere Fahrer in den Top 10 der Gesamtwertung platzieren konnte.
Durch die sechs Etappensiege von Tadej Pogačar war Slowenien die erfolgreichste Nation bei der 111. Austragung. Dahinter folgten die Belgier mit fünf Tagessiegen. Das Gastgeberland Frankreich konnte gleich auf den ersten beiden Abschnitten Etappensiege von Romain Bardet (Team dsm-firmenich PostNL) und Kévin Vauquelin (Arkea-Samisc) feiern, ehe Anthony Turgis (TotalEnergies) einen weiteren Erfolg beisteuerte. Italien, wo der Grand Depart ausgetragen wurde, blieb hingegen sieglos. Für Aufsehen sorgte der Brite Mark Cavendish (Astana Qazaqstan Team), der seinen insgesamt 35. Etappensieg feierte und somit der alleinige Rekordhalter an Tageserfolgen ist.

## Teams und Fahrer
Nach dem Reglement der Union Cycliste Internationale waren die 18 UCI WorldTeams zum Start berechtigt und verpflichtet. Zudem qualifizierten sich automatisch die beiden besten UCI ProTeams des Vorjahres: Lotto Dstny und Israel-Premier Tech. Der Veranstalter vergab außerdem Wildcards an die beiden ProTeams TotalEnergies und Uno-X Mobility.
Am 27. Juni 2024 – zwei Tage vor Beginn der Rundfahrt – wurden die Fahrer im Rahmen einer Teampräsentation in Florenz vorgestellt.
| WorldTeams (18)- Decathlon-AG2R La Mondiale - Alpecin-Deceuninck - Arkéa-B&B Hotels - Astana Qazaqstan Team - Bahrain Victorious - Red Bull-Bora-Hansgrohe - Cofidis - EF Education-EasyPost - Groupama-FDJ - Ineos Grenadiers - Intermarché-Wanty - Team Visma \| Lease a Bike - Lidl-Trek - Movistar Team - Soudal Quick-Step - Team dsm-firmenich PostNL - Team Jayco AlUla - UAE Team Emirates ProTeams (4)- Israel-Premier Tech - Lotto Dstny - TotalEnergies - Uno-X Mobility |
| |

### Favoriten
Als Favoriten auf den Gesamtsieg galten der Vorjahressieger Jonas Vingegaard (Visma-Lease a Bike), Tadej Pogačar (UAE Team Emirates), Primož Roglič (Red Bull-Bora-hansgrohe) und Remco Evenepoel (Soudal Quick-Step). Die vier Fahrer, die den Großteil der Rundfahrten in der näheren Vergangenheit dominiert hatten, trafen zudem erstmals bei einem Etappenrennen aufeinander. Während Tadej Pogačar den Giro d’Italia 2024 gewann, wurde die Saison der drei anderen Fahrer maßgeblich von einem Massensturz bei der Baskenland-Rundfahrt geprägt.
Jonas Vingegaard, der die Tour de France in den Jahren 2022 und 2023 gewann, zog sich bei dem Sturz Anfang April 2024 neben einem Schlüsselbein- und mehreren Rippenbrüchen auch eine Lungenprellung und einen Pneumothorax zu und bestritt im Anschluss keine Rennen mehr. Sein Start bei der Tour de France galt lange Zeit als fraglich und wurde erst am 20. Juni bestätigt. Vor dem Sturz konnte der Däne die Gesamtwertung von Gran Camiño und Tirreno–Adriatico gewinnen, wobei er bei den beiden Rundfahrten insgesamt fünf Etappen für sich entschied. Unterstützung erhielt Jonas Vingegaard unter anderen vom Neuzugang Matteo Jorgenson, der neben dem Eintagesrennen Dwars door Vlaanderen die Gesamtwertung von Paris–Nizza für sich entschied. Auch Wout van Aert und Christophe Laporte gingen für das Team Visma-Lease a Bike an den Start. Allerdings fielen mit Steven Kruijswijk und Dylan van Baarle nach einem Massensturz bei der Dauphiné sowie mit Sepp Kuss, der die Vuelta a España 2023 gewann, aber eine COVID-19-Erkrankung nicht rechtzeitig auskurieren konnte, drei Edelhelfer aus.
Tadej Pogačar, der die Tour de France in den Jahren 2020 und 2021 gewann und zuletzt zweimal Gesamtzweiter wurde, dominierte im Frühjahr bei der Katalonien-Rundfahrt und gewann die Eintagesrennen Strade Bianche und Lüttich–Bastogne–Lüttich. Im Anschluss ging er beim Giro d’Italia an den Start, wo er sechs Etappen gewann und die Gesamtwertung mit einem Vorsprung von fast 10 Minuten für sich entschied. Mit dem Sieg bei der Frankreich-Rundfahrt konnte er somit der erste Fahrer seit Marco Pantani im Jahr 1998 werden, der in derselben Saison die Tour de France und den Giro d’Italia gewann. Mit Juan Ayuso, João Almeida, Pavel Sivakov, Marc Soler, Tim Wellens und Nils Politt konnte er zudem auf das vermutlich stärkste Team bauen. Auch Adam Yates, der die Frankreich-Rundfahrt im Vorjahr als Dritter beendete und die Tour de Suisse 2024 gewann, stellte sich in die Dienste des Slowenen.
Nach seinem Wechsel zur deutschen Bora-hansgrohe Mannschaft konnte Primož Roglič, der Sieger des Giro d’Italia 2023, im Frühjahr nicht an seine früheren Leistungen anschließen. Nach seinem Sturz bei der Baskenland-Rundfahrt gewann er jedoch das Critérium du Dauphiné, das als wichtiges Vorbereitungsrennen auf die Tour de France gilt. Mit Jai Hindley und Alexander Wlassow hatte die Bora-hansgrohe Mannschaft zudem zwei weitere Fahrer, die im Gesamtklassement eine Top-Platzierung erzielen könnten. Remco Evenepoel bestritt erstmals die Tour de France. Zu den größten Erfolgen des 24-jährigen Belgiers zählten der Gesamtsieg bei der Vuelta a España 2022, zwei Siege bei Lüttich–Bastogne–Lüttich (2022, 2023) und jeweils ein Weltmeistertitel im Straßenrennen (2022) und Einzelzeitfahren (2023). Mit der Algarve-Rundfahrt konnte er in der Saison 2024 jedoch nur ein Etappenrennen gewinnen. Nach Platz zwei bei Paris–Nizza stürzte er bei der Baskenland-Rundfahrt und wurde beim Critérium du Dauphiné Gesamtsiebter, wobei er das Einzelzeitfahren für sich entschied. Auf den Bergetappen galten Mikel Landa und Ilan Van Wilder als seine wichtigsten Helfer.
Die Ineos Grenadiers entsendeten mit Egan Bernal, Geraint Thomas, Carlos Rodríguez und Thomas Pidcock mehrere Gesamtklassement-Fahrern zu der 111. Austragung. Geraint Thomas bestritt zuletzt den Giro d’Italia und belegte den dritten Gesamtrang. Der Tour-de-France-Sieger des Jahres 2018 ging jedoch nicht als Kapitän, sondern als Helfer an den Start. Egan Bernal, der die Tour de France im Jahr 2019 gewann, zeigte nach seinem schweren Trainingssturz im Jahr 2021 zuvor mit aufsteigender Form auf und stand bei der Katalonien-Rundfahrt nach drei Jahren als Gesamtdritter wieder auf dem Podium eines Etappenrennens der UCI WorldTour. In Vorbereitung auf die Frankreich-Rundfahrt belegte er den vierten Gesamtrang bei der Tour de Suisse. Carlos Rodríguez, der im Vorjahr den fünften Gesamtrang bei der Tour de France belegt hatte, gewann im Jahr 2024 die Tour de Romandie und überzeugte zuvor mit einem Etappensieg beim Critérium du Dauphiné, wo er den gesamtführenden Primož Roglič distanzierte. Thomas Pidcock hingegen konnte bei den vorangegangenen Rundfahrten der Saison nicht überzeugen. Der amtierende Mountainbike-Weltmeister gewann im Frühjahr jedoch das Amstel Gold Race.
Weitere bekannte Gesamtklassement-Fahrer waren: Richard Carapaz (EF Education-EasyPost), Simon Yates (Team Jayco AlUla), Enric Mas (Movistar Team), David Gaudu, Lenny Martinez (beide Groupama-FDJ), Felix Gall (Decathlon AG2R La Mondiale), Santiago Buitrago, Pello Bilbao, Jack Haig (alle Bahrain Victorious), Giulio Ciccone (Lidl-Trek), Romain Bardet (Team dsm-firmenich PostNL), Guillaume Martin (Cofidis) Alexei Luzenko (Astana Qazaqstan Team), Louis Meintjes (Intermarché-Wanty), Steff Cras (TotalEnergies) und Kévin Vauquelin (Arkéa-B&B Hotels). Weiters war der Kanadier Derek Gee (Israel-Premier Tech) zu nennen, der beim Critérium du Dauphiné mit dem dritten Gesamtrang überraschte.

### Sprinter
Von den Sprintern starteten Jasper Philipsen (Alpecin-Deceuninck), Dylan Groenewegen, Michael Matthews (beide Team Jayco AlUla), Mads Pedersen (Lidl-Trek), Arnaud De Lie (Lotto Dstny), Biniam Girmay (Intermarché-Wanty), Mark Cavendish (Astana Qazaqstan Team), Sam Bennett (Decathlon AG2R La Mondiale Team), Fabio Jakobsen (Team dsm-firmenich PostNL), Arnaud Démare (Arkéa-B&B Hotels), Fernando Gaviria (Movistar Team), Alexander Kristoff (Uno-X Mobility), Marijn van den Berg (EF Education-EasyPost), Pascal Ackermann (Israel-Premier Tech), Bryan Coquard (Cofidis) und Phil Bauhaus (Bahrain Victorious) bei der 111. Austragung. Ein besonderes Augenmerk lag wie im Vorjahr auf dem 39-jährigen Briten Mark Cavendish, der sich bei seinem letzten Antreten bei der Tour de France mit einem weiteren Etappensieg zum alleinigen Rekordhalter krönen konnte.

### Bergfahrer
In der Bergwertung setzten sich in den vorangegangenen Austragungen meist die Gesamtsieger durch, wobei im Vorjahr mit Giulio Ciccone (Lidl-Trek) ein Fahrer außerhalb der Top 10 die Sonderwertung für sich entschied. Zu den Favoriten auf das Gepunktete Trikot galten meist gute Bergfahrer sowie Gesamtklassement-Fahrer, die auf den ersten Etappen bereits viel Zeit verloren hatten. Besonders bei den einheimischen Fahrern und Teams spielte das Bergtrikot vor allem zu Beginn der Rundfahrt eine große Rolle. Bekannte Bergfahrer, die keine Helferdienste für ihre Team-Leader leisten mussten, waren: Romain Bardet (Team dsm-firmenich PostNL), Harold Tejada (Astana Qazaqstan Team), Ion Izagirre, Simon Geschke (beide Cofidis), Ben Healy, Neilson Powless (beide EF Education-EasyPost) und Tobias Halland Johannessen (Uno-X Mobility).

### Weitere interessante und abwesende Fahrer

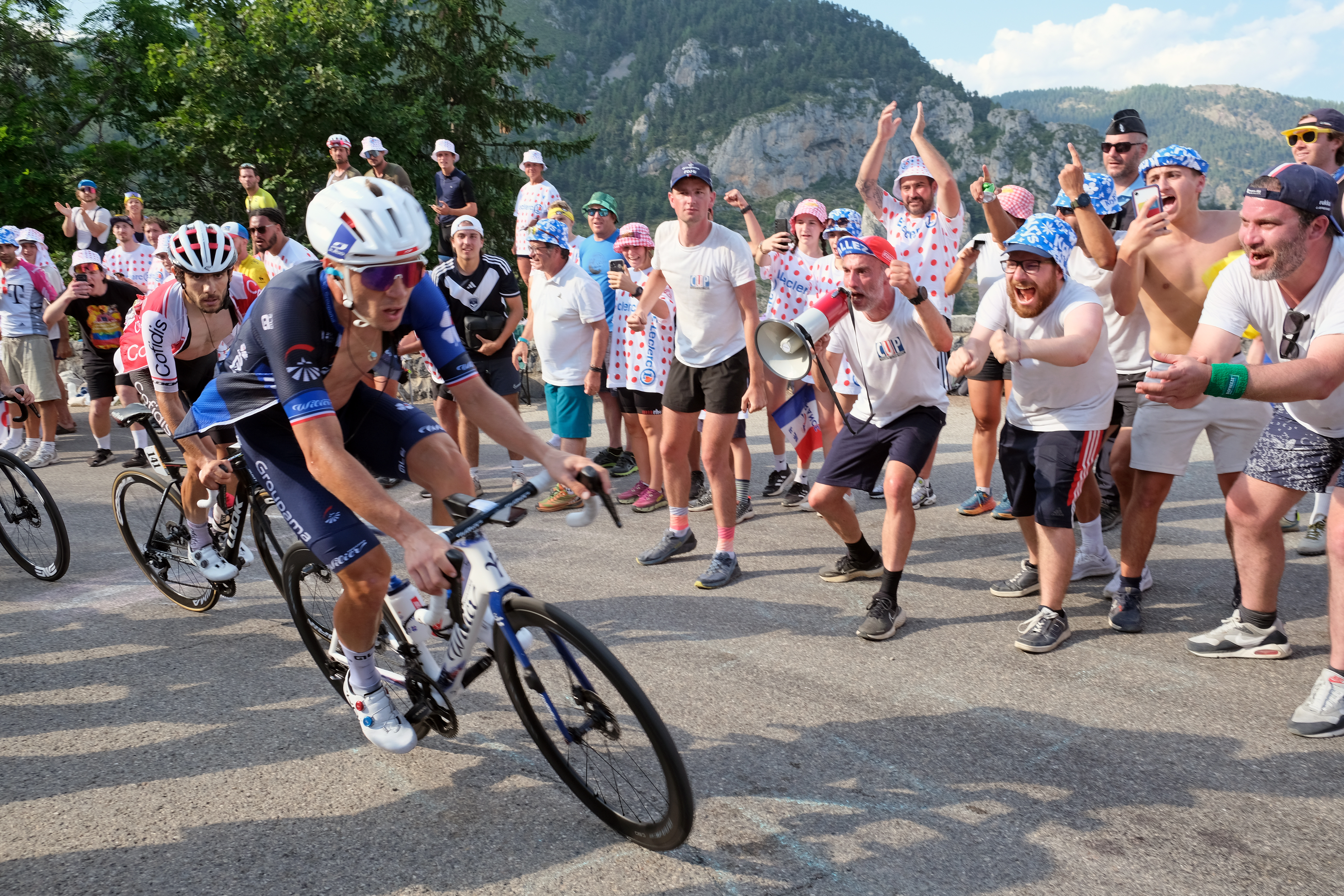
Valentin Madouas

Auf der ersten Etappe galten in erster Linie die endschnellen Klassiker-Spezialisten als mögliche Etappensieger. Hier sind vor allem der amtierenden Weltmeister Mathieu van der Poel (Alpecin-Deceuninck) und Wout van Aert (Visma-Lease a Bike) zu nennen. Der erstgenannte Niederländer gewann im Frühjahr die E3 Saxo Classic, ehe er mit der Flandern-Rundfahrt und Paris–Roubaix zwei Monumente des Radsports als Solist für sich entschied. Wout van Aert hingegen kam bei Dwars door Vlaanderen schwer zu Sturz und kehrte erst Ende Mai im Rahmen der Tour of Norway ins Fahrerfeld zurück. Mit Kuurne–Brüssel–Kuurne konnte er im Vorfeld erst ein Eintagesrennen gewinnen. Weitere bekannte Klassiker-Fahrer, die bei der 111. Austragung starteten waren der Europameister Christophe Laporte, Tiesj Benoot (beide Visma-Lease a Bike), Matej Mohorič, Fred Wright (beide Bahrain Victorious), Alberto Bettiol (EF Education-EasyPost), Valentin Madouas, Stefan Küng (beide Groupama-FDJ), Søren Kragh Andersen (Alpecin-Deceuninck), Jasper Stuyven (Lidl-Trek), Oier Lazkano (Movistar Team), Maxim Van Gils (Lotto Dstny) und Magnus Cort Nielsen (Uno-X Mobility).
Nicht am Start der Tour de France 2024 standen Sepp Kuss (Visma-Lease a Bike) und Tao Geoghegan Hart (Lidl-Trek), die mit der Vuelta a España 2023 bzw. dem Giro d’Italia 2020 jeweils eine Grand Tour für sich entscheiden konnten. Beide verpassten die Frankreich-Rundfahrt aufgrund einer COVID-19-Infektion. Weitere bekannte nicht-Starter waren Julian Alaphilippe (Soudal-Quick Step), sowie Tim Merlier (Soudal Quick-Step) und Jonathan Milan (Lidl-Trek), die jeweils drei Etappen des Giro d’Italia 2024 gewannen.

## Strecke

### Allgemeines
Bereits am 21. Dezember 2022 wurde der Start der Rundfahrt in Florenz bekanntgegeben. Die Tour de France startet somit erstmals in ihrer Geschichte in Italien. Die komplette Streckenführung der 111. Austragung wurde am 25. Oktober 2023 im Palais des Congrès in Paris vorgestellt. Insgesamt absolvierten die Fahrer 3497,3 Kilometer auf 21 Etappen. Auf dem Programm standen acht flache, vier hüglige und sieben Bergetappen, sowie zwei Einzelzeitfahren. Vier Etappen endeten mit einer Bergankunft. Die Rundfahrt umfasste zwei Ruhetage, die nach den Etappen 9 und 15 abgehalten wurden. Neben Italien führte die Strecke auch durch San Marino und Monaco, wobei der Großteil der Etappen auf französischem Boden ausgetragen wurde. Hier wurden 7 Regionen und 30 Départements durchfahren. Mit dem Apennin, dem Zentralmassiv, den Pyrenäen und den Alpen wurden vier Gebirge angesteuert. Insgesamt mussten 52.230 Höhenmeter überwunden werden. Das „Dach der Tour“ bildete die Cime de la Bonette mit einer Höhe von 2802 Metern Seehöhe. Sie wurde zuletzt im Jahr 2008 überquert und stellte den höchsten Punkt in der Geschichte der Tour de France dar. Eine Besonderheit war die 9. Etappe um Troyes, auf der 14 Schotterabschnitte (chemins blancs) befahren werden mussten. Die nicht-asphaltierten Sektoren wiesen eine Gesamtdistanz von 32,2 Kilometern auf, was 16,18 % der Etappendistanz entsprach.
Bei der 111. Austragung wurden zwölf neue Start- (Florenz, Cesenatico, Piacenza, Évaux-les-Bains, Gruissan) und Zielorte (Rimini, Bologna, Saint-Vulbas, Gevrey-Chambertin, Colombey les Deux Églises, SuperDévoluy, Col de la Couillole) genutzt.

### Etappenliste
Die folgende Tabelle zeigt die Etappen mit Datum, Start- und Zielort, Kategorisierung und Etappenlänge. Außerdem sind der Etappensieger und der jeweils Führende in der Gesamtwertung nach der Etappe angegeben. In der ersten Spalte sind die Einzelartikel zu jeder Etappe mit detaillierten Angaben zu Platzierung und Rennverlauf angegeben.
| Etappe     | Datum    | Etappenorte                                 | type                 | Länge (km) | Höhenmeter (m) | Etappensieger      | Gesamtführender |
| ---------- | -------- | ------------------------------------------- | -------------------- | ---------- | -------------- | ------------------ | --------------- |
| 1. Etappe  | 29. Jun. | Florenz – Rimini                            | Hügelige Etappe      | 206        | 3.847 m        | Romain Bardet      | Romain Bardet   |
| 2. Etappe  | 30. Jun. | Cesenatico – Bologna                        | Hügelige Etappe      | 199,2      | 1.858 m        | Kévin Vauquelin    | Tadej Pogačar   |
| 3. Etappe  | 1. Jul.  | Piacenza – Turin                            | Hügelige Etappe      | 230,8      | 1.315 m        | Biniam Girmay      | Richard Carapaz |
| 4. Etappe  | 2. Jul.  | Pinerolo – Valloire                         | Hochgebirgsetappe    | 139,6      | 3.860 m        | Tadej Pogačar      | Tadej Pogačar   |
| 5. Etappe  | 3. Jul.  | Saint-Jean-de-Maurienne – Saint-Vulbas      | Flachetappe          | 177,4      | 1.002 m        | Mark Cavendish     | Tadej Pogačar   |
| 6. Etappe  | 4. Jul.  | Mâcon – Dijon                               | Flachetappe          | 163,5      | 889 m          | Dylan Groenewegen  | Tadej Pogačar   |
| 7. Etappe  | 5. Jul.  | Nuits-Saint-Georges – Gevrey-Chambertin     | Einzelzeitfahren     | 25,3       | 285 m          | Remco Evenepoel    | Tadej Pogačar   |
| 8. Etappe  | 6. Jul.  | Semur-en-Auxois – Colombey les Deux Églises | Hügelige Etappe      | 183,4      | 2.291 m        | Biniam Girmay      | Tadej Pogačar   |
| 9. Etappe  | 7. Jul.  | Troyes – Troyes                             | Hügelige Etappe      | 199        | 2.033 m        | Anthony Turgis     | Tadej Pogačar   |
|            | 8. Juli  | 1. Ruhetag in Orléans                       | Ruhetag              |            |                |                    |                 |
| 10. Etappe | 9. Jul.  | Orléans – Saint-Amand-Montrond              | Flachetappe          | 187,3      | 888 m          | Jasper Philipsen   | Tadej Pogačar   |
| 11. Etappe | 10. Jul. | Évaux-les-Bains – Super Lioran              | Hochgebirgsetappe    | 211        | 4.192 m        | Jonas Vingegaard   | Tadej Pogačar   |
| 12. Etappe | 11. Jul. | Aurillac – Villeneuve-sur-Lot               | Flachetappe          | 203,6      | 2.253 m        | Biniam Girmay      | Tadej Pogačar   |
| 13. Etappe | 12. Jul. | Agen – Pau                                  | Flachetappe          | 165,3      | 1.866 m        | Jasper Philipsen   | Tadej Pogačar   |
| 14. Etappe | 13. Jul. | Pau – Pla d’Adet                            | Hochgebirgsetappe    | 151,9      | 4.043 m        | Tadej Pogačar      | Tadej Pogačar   |
| 15. Etappe | 14. Jul. | Loudenvielle – Plateau de Beille            | Hochgebirgsetappe    | 197,7      | 5.043 m        | Tadej Pogačar      | Tadej Pogačar   |
|            | 15. Juli | 2. Ruhetag in Gruissan                      | Ruhetag              |            |                |                    |                 |
| 16. Etappe | 16. Jul. | Gruissan – Nîmes                            | Flachetappe          | 188,6      | 1.176 m        | Jasper Philipsen   | Tadej Pogačar   |
| 17. Etappe | 17. Jul. | Saint-Paul-Trois-Châteaux – SuperDévoluy    | Hochgebirgsetappe    | 177,8      | 3.007 m        | Richard Carapaz    | Tadej Pogačar   |
| 18. Etappe | 18. Jul. | Gap – Barcelonnette                         | Mittelschwere Etappe | 179,5      | 3.033 m        | Victor Campenaerts | Tadej Pogačar   |
| 19. Etappe | 19. Jul. | Embrun – Isola 2000                         | Hochgebirgsetappe    | 144,6      | 4.462 m        | Tadej Pogačar      | Tadej Pogačar   |
| 20. Etappe | 20. Jul. | Nizza – Col de la Couillole                 | Hochgebirgsetappe    | 132,8      | 4.763 m        | Tadej Pogačar      | Tadej Pogačar   |
| 21. Etappe | 21. Jul. | Monaco-Stadt – Nizza                        | Einzelzeitfahren     | 33,7       | 728 m          | Tadej Pogačar      | Tadej Pogačar   |

### Grand Depart

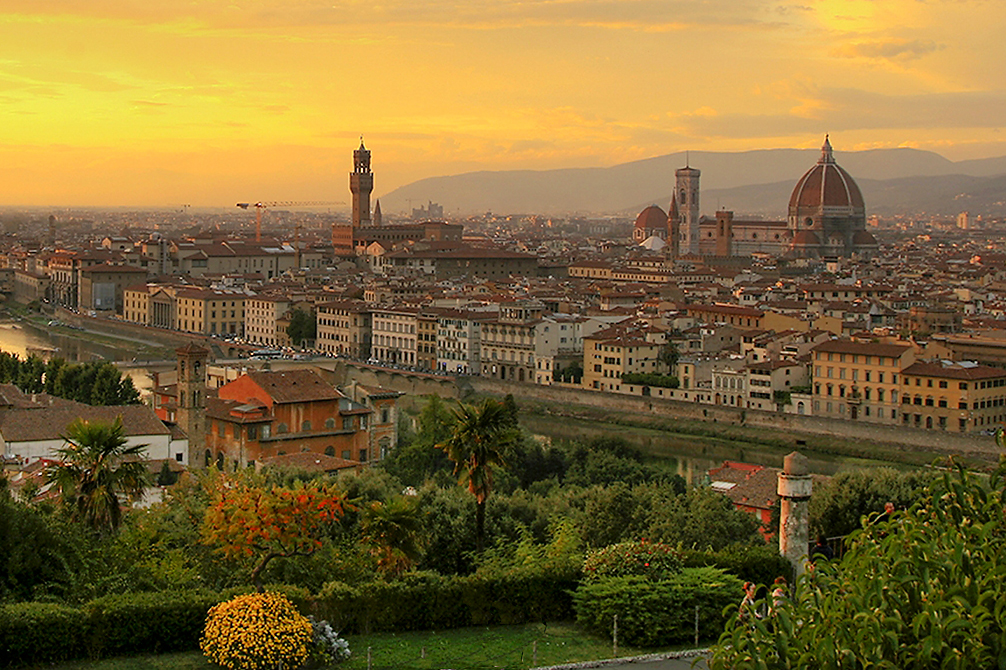
Der Grand Départ in Florenz

Der Grand Départ fand 100 Jahre nach dem ersten italienischen Tour-Sieg durch Ottavio Bottecchia, erstmals in Italien statt. Es war der dritte Grand Départ in Folge der außerhalb Frankreichs abgehalten wurde.
Gestartet wurde die Frankreich-Rundfahrt 2024 in Florenz, von wo eine wellige Etappe über 205 km nach Rimini an die adriatische Küste führte. Auf dieser Etappe waren bereits 3700 Höhenmeter zu überqueren, was Ausreißern entgegenkam. Zudem war San Marino mit einer Durchquerung im Rahmen dieser Etappe das 14. Land, in dem die Tour de France zu Gast war. Die 2. Etappe wurde am Folgetag in Cesenatico gestartet und endete nach 200 Kilometern in Bologna. Im Finale wurde der durch den Giro dell’Emilia bekannten Anstieg zum Santuario della Madonna di San Luca zweimal befahren, ehe sich das Ziel nach der anschließenden Abfahrt im Stadtzentrum befand. Den Abschluss des Gastspiels in Italien bildete eine 225 km lange Flachetappe durch Norditalien von Piacenza nach Turin, wo es zum erwarteten Massensprint kam.

### Erste Woche

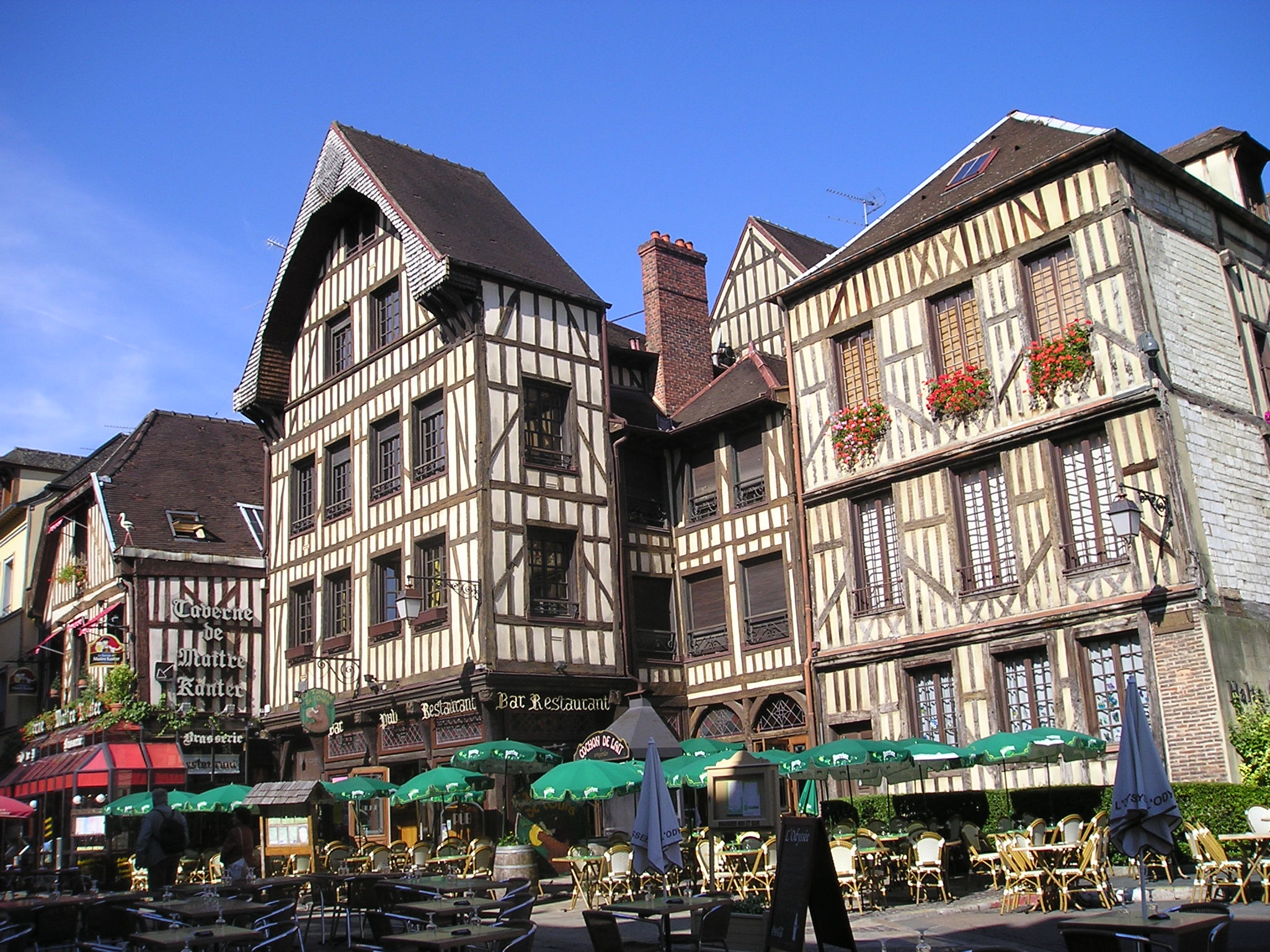
Troyes als Start und Zielort der Schotter-Etappe (9. Etappe)

Die Rundfahrt führte auf der 4. Etappe über Sestriere (2035 m) und den Col de Montgenèvre (1860 m) nach Frankreich, ehe der 2642 m hoch gelegene Col du Galibier passiert wurde. Hier wurde das Souvenir Henri Desgrange vergeben, wenngleich der höchste Punkt der Rundfahrt mit der Cime de la Bonette erst auf der 19. Etappe überquert wird. Das Ziel der 4. Etappe befand sich nach einer technisch anspruchsvollen Abfahrt in Valloire. Danach wurden die Fahrer auf zwei Flachetappen wieder aus den Alpen geführt. Die Etappenankünfte fanden dabei in Saint-Vulbas und Dijon statt. Auf dem 7. Teilstück folgte das erste Einzelzeitfahren, das zwischen Nuits-Saint-Georges und Gevrey-Chambertin ausgetragen wurde und auf meist flachen Straßen eine Länge von 25,3 Kilometern aufwies. Auf der 8. Etappe galt in Colombey les Deux Églises, der Heimat von Charles de Gaulle, erneut ein Massensprint als wahrscheinlich. Zum Abschluss der ersten Woche wurde eine Schleife mit Start und Ziel in Troyes befahren, auf der 14 Schotter-Abschnitte (chemins blancs) absolviert werden mussten. Insgesamt mussten die Fahrer auf der 9. Etappe 32,2 Kilometer auf unbefestigten Straßen zurücklegen, was 16,18 % der Etappendistanz entsprach. Der letzte Schotterabschnitt wurde erst 6,5 Kilometer vor dem Ziel verlassen.

### Zweite Woche

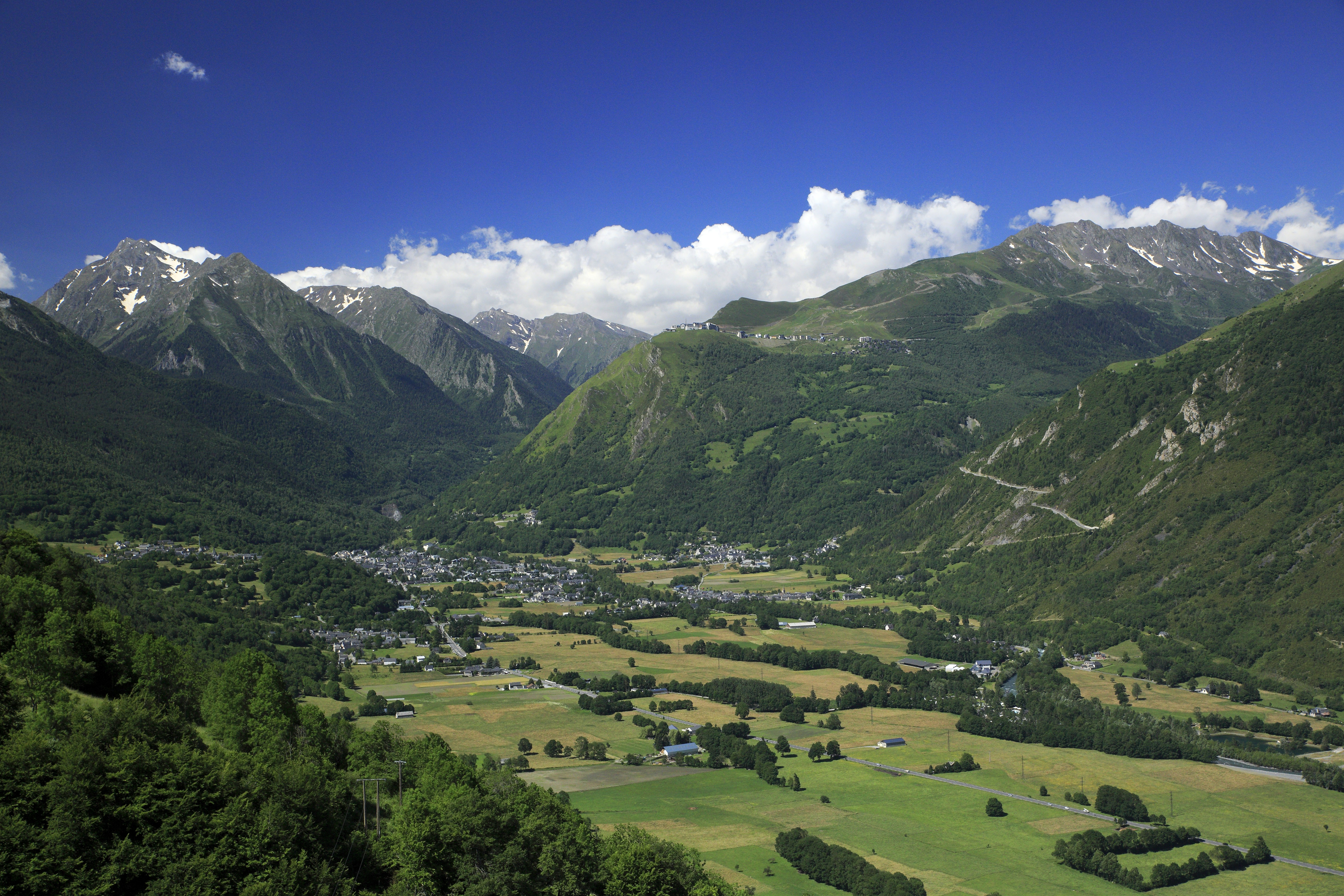
Die erste Bergankunft auf dem Pla d’Adet (14. Etappe)

Nach dem ersten Ruhetag in Orléans führte die Rundfahrt durch flaches Gelände nach Saint-Amand-Montrond, bevor die Strecke am Folgetag ins Zentralmassiv führte. Das Ziel der 11. Etappe am 10. Juli befand sich in Le Lioran auf einer Höhe von 1242 Metern Seehöhe, wobei im Finale zunächst der Col de Néronne (1242 m), Puy Marie (1589 m), Col du Pertus (1309 m) und Col de Font de Cère (1294 m) passiert werden mussten. Die nächsten beiden Teilstücke führten das Feld flach an die Pyrenäen heran. In den Zielorten Villeneuve-sur-Lot und Pau waren Massensprints zu erwarten. Auf der 14. Etappe ging es ins Hochgebirge, wobei auf dem Pla d’Adet (1669 m) die erste Bergankunft der 111. Austragung ausgefahren wurde. Der 10,6 Kilometer lange Anstieg wies dabei eine durchschnittliche Steigung von 7,9 % auf. Zuvor passierten die Fahrer den Col du Tourmalet (2115 m), wo das Souvenir Jaques Goddet vergeben wurde, sowie die Hourquette d’Ancizan (1564 m). Tags drauf führte die 15. Etappe am französischen Nationalfeiertag auf das Plateau de Beille, wo auf einer Höhe von 1780 Metern die zweite Bergankunft stattfand. Mit dem Col de Peyresourde (1569 m), Col de Menté (1349 m), Col de Portet-d’Aspet (1069 m) und Col d’Agnes (1570 m) mussten zuvor vier Pyrenäen-Pässe überquert werden, wodurch nahezu 5000 Höhenmeter überwunden werden mussten.

### Dritte Woche

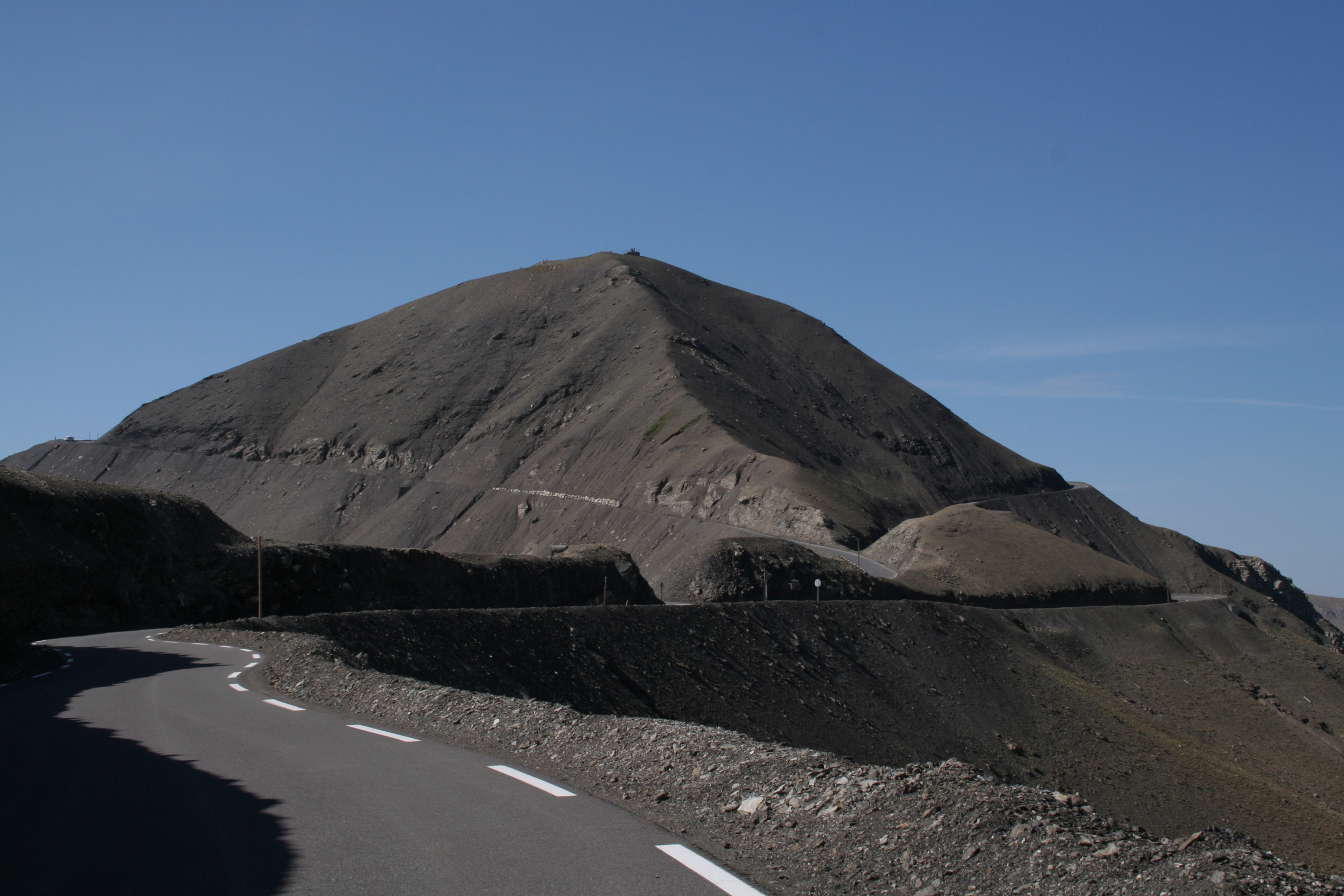
Das „Dach der Tour“ auf der Cime de la Bonette (19. Etappe)

Nach einem Ruhetag an der Mittelmeerküste in Gruissan wurde eine Flachetappe nach Nîmes absolviert. Die folgende Etappe begann leicht ansteigend, bevor es über den Col Bayard (1246 m) und Col du Noyer (1664 m) zur Skistation SuperDévoluy ging, wo sich das Ziel nach einem kurzen Schlussanstieg auf einer Höhe von 1502 Metern Seehöhe befand. Der vorletzte Anstieg des Col du Noyer wies im oberen Teil Kilometerschnitte jenseits der 10 %-Marke auf und wurde erst 11,5 Kilometer vor dem Ziel passiert. Die 18. Etappe führte über mehrere kürzere Anstiege von Gap nach Barcelonnette, ehe die „Königsetappe“ auf dem 19. Abschnitt folgte. Diese startete in Embrun, ehe es über den Col de Vars (2109 m) und die Cime de la Bonette, die den höchsten Punkt der 111. Austragung darstellte, zum Skigebiet von Isola 2000 ging, das sich unterhalb des Col de la Lombarde befand. Das Ziel der 144,6 km langen Etappe befand sich auf einer Höhe von 2024 Metern, wobei die 16,1 Kilometer lange Schlussauffahrt eine Durchschnittssteigung von 7,1 % aufwies. Speziell im unteren Teil wurden jedoch deutlich höhere Steigungsprozente erreicht. Auch das 20. Teilstück war eine reine Bergetappe und führte auf 133 km von Nizza durch die Seealpen über den Col de Braus (1002 m), den Col de Turini (1607 m) und den Col de la Colmiane (1500 m) zur Bergankunft am Col de la Couillole. Dieser ist 1678 Meter hoch und steigt für 15,7 Kilometer im Schnitt mit 7,1 % an.

Abschlusszeitfahren in Nizza

Die letzte Etappe endete zum ersten Mal in der Geschichte der Tour nicht in Paris auf den Champs Élysées, sondern in Nizza. Da in der Hauptstadt wenige Tage später die Olympischen Spiele beginnen sollen, wurde vom traditionellen Finale abgewichen. Zudem wurde diese Abschlussetappe erstmals nach 35 Jahren nicht als klassische Tour d'Honneur, sondern als Einzelzeitfahren vom Stadtstaat Monaco nach Nizza ausgetragen. Dabei wurde mit dem Anstieg nach La Turbie und dem Col d’Èze zwei markante Anstiege überwunden.

## Rennverlauf
Nachdem er sich in den beiden vorangegangenen Jahren dem Dänen Jonas Vingegaard (Visma-Lease a Bike) geschlagen geben musste, dominierte der Slowenen Tadej Pogačar (UAE Team Emirates) die 111. Austragung der Tour de France. Der Slowene übernahm bereits auf der 2. Etappe das Gelbe Trikot von dem Franzosen Romain Bardet (dsm-firmenich PostNL), der die Auftaktsetappe gewonnen hatte, und musste es nur kurzzeitig nach dem 3. Abschnitt aufgrund der Etappenplatzierungen an den Ecuadorianer Richard Carapaz (EF Education-Easypost) abgeben. Auf der 4. Etappe griff Pogačar im Schlussanstieg des Col du Galibier an und konnte mit Jonas Vingegaard seinen größten Kontrahenten distanzieren. In der anschließenden Abfahrt baute er seinen Vorsprung weiter aus und übernahm erneut die Gesamtführung. Sein erster Verfolger war zu diesem Zeitpunkt Remco Evenepoel (Soudal Quick-Step) mit einem Rückstand von 45 Sekunden. 
Im Einzelzeitfahren der 7. Etappe musste er sich dem 24-jährigen Belgier nur knapp geschlagen geben, ehe er auf den Schotterabschnitten der 9. Etappe mehrmals angriff. Er konnte jedoch weder Evenepoel noch Vingegaard distanzieren und ging mit einem Vorsprung von 33 Sekunden in den ersten Ruhetag. Auf der 11. Etappe, die über mehrere Anstiege des Zentralmassivs führte, setzte sich Tadej Pogačar rund 30 Kilometer vor dem Ziel im Anstieg des Pas de Peyrol ab, wurde im Finale jedoch von Vingegaard eingeholt, der im Anschluss den Sprint in Le Lioran für sich entschied. Remco Evenepoel und Primož Roglič (Red Bull–Bora–Hansgrohe), der zu diesem Zeitpunkt auf dem vierten Gesamtrang lag, verloren 25 Sekunden auf die beiden Spitzenreiter. Roglic musste aufgrund eines Sturzes auf der 12. Etappe aufgeben.
In den Pyrenäen gewann Pogačar die beiden Bergankünfte auf dem Pla d’Adet (14. Etappe) und dem Plateau de Beille (15. Etappe) jeweils vor Jonas Vingegaard und Remco Evenepoel. Vor dem zweiten Ruhetag konnte er seinen Vorsprung somit auf etwas mehr als drei Minuten ausbauen. Auch in den Alpen präsentierte sich der Slowene als stärkster Fahrer und gewann auch die Bergankünfte in Isola 2000 (19. Etappe) und auf dem Col de la Couillole (20. Etappe). Im Abschlusszeitfahren feierte er seinen sechsten Etappensieg und gewann seine dritte Tour de France mit einem Vorsprung von sechs Minuten und 17 Sekunden vor Jonas Vingegaard. 
Remco Evenepoel, der die Nachwuchswertung für sich entschied, wurde mit einem Rückstand von mehr als neun Minuten Gesamtdritter. Der Eritreer Biniam Girmay (Intermarché-Wanty) übernahm auf der 5. Etappe die Führung in der Punktewertung und verteidigte diese bis zum Ende der Rundfahrt. Sein erster Verfolger, der Belgier Jasper Philipsen (Alpecin-Deceuninck), musste sich nicht zuletzt aufgrund einer Distanzierung auf der 6. Etappe geschlagen geben, bei der er wichtige Punkte verlor. Die Entscheidung in der Bergwertung fiel auf der 19. Etappe, als der Ecuadorianer Richard Carapaz in der Fluchtgruppe über zwei Pässe der Hors Catégorie führte und dabei auch das Dach der Tour auf der Cime de la Bonette als Erster überquerte.

### Erste Woche (Etappen 1–9)
Auf der 1. Etappe setzten sich mit Romain Bardet und seinem Teamkollegen Frank van den Broek (beide dsm-firmenich PostNL) zwei Ausreißer durch. Während Frank van den Broek in die frühe Ausreißergruppe gegangen war, schloss sein älterer Mannschaftskollege rund 50 Kilometer vor dem Ziel zu ihm auf. Im Anschluss setzten sich die beiden von ihren verbliebenen Fluchtgefährten ab und retteten sich mit einem Vorsprung von nur fünf Sekunden ins Ziel. Frank van den Broek überließ Romain Bardet den Etappensieg, der zugleich zum ersten Mal in seiner Karriere das Gelbe Trikot übersteifte. Im Sprint um Platz drei setzte sich Wout van Aert (Visma-Lease a Bike) vor Tadej Pogačar (UAE Team Emirates) durch, der somit keine Zeitbonifikationen holte. Im Peloton waren schlussendlich nur noch rund 50 Fahrer vertreten, wobei sich mit Ausnahme von David Gaudu (Groupama-FDJ) alle Gesamtklassement-Fahrer schadlos hielten.
Auch die 2. Etappe ging mit Kévin Vauquelin (Arkéa-B&B Hotels) an einen Fahrer der Ausreißergruppe. Der Franzose setzte sich dabei rund 14 Kilometer vor dem Ziel als Solist in der zweiten Auffahrt zum Santuario della Madonna di San Luca ab. Im Hauptfeld griff Tadej Pogačar an, konnte mit Jonas Vingegaard (Visma-Lease a Bike) seinen größten Kontrahenten um den Gesamtsieg jedoch nicht distanzieren. Nach der anschließenden Abfahrt schlossen auch Remco Evenepoel (Soudal Quick-Step) und Richard Carapaz (EF Education-EasyPost) zu dem Duo auf, ehe die Vier das Ziel rund zweieinhalb Minuten hinter dem Etappensieger erreichten. Mit einem Rückstand von weiteren 21 Sekunden überquerte eine größere Gruppe die Ziellinie, in der neben Romain Bardet auch die meisten anderen Gesamtklassements-Fahrer vertreten waren. Aufgrund der Etappenplatzierungen übernahm Tadej Pogačar das Gelbe Trikot und lag nun zeitgleich vor Remco Evenepoel, Jonas Vingegaard und Richard Carapaz auf dem ersten Rang. Primož Roglič (Red Bull–Bora–Hansgrohe) und die meisten anderen Gesamtklassement-Fahrer lagen nach den ersten beiden Etappen 21 Sekunden zurück.
Die 3. Etappe endete im ersten Massensprint, den der Eritreer Biniam Girmay (Intermarché-Wanty) vor Fernando Gaviria (Movistar) und Arnaud De Lie (Lotto Dstny) für sich entschied. Aufgrund eines Sturzes rund drei Kilometer vor dem Ziel zerfiel das Peloton im Finale in mehrere Gruppen, wobei die Zeitabstände nicht ins Gesamtklassement einflossen. Da Richard Carapaz das Ziel mit der ersten Gruppe erreichte, übernahm er das Gelbe Trikot aufgrund der Addition der Etappenplatzierungen.
Auf der 4. Etappe kam es zum ersten Großkampf der Favoriten, der große Zeitabstände brachte. Das UAE Team Emirates bestimmte das Tempo im Schlussanstieg des Col du Galibier, ehe Tadej Pogačar auf dem letzten und steilsten Kilometer angriff, sich zunächst gemeinsam mit Jonas Vingegaard von den restlichen Top-Fahrern absetzte und dann auch den Vorjahressieger kurz vor der Bergwertung abhängen konnte. In der anschließenden Abfahrt baute er seine Führung weiter aus und gewann die Etappe mit einem Vorsprung von 35 Sekunden, ehe die erste Verfolgergruppe mit Remco Evenepoel, Juan Ayuso (UAE Team Emirates), Primož Roglič, Jonas Vingegaard und Carlos Rodríguez (Ineos Grenadiers) das Ziel erreichte. Die letzten beiden verloren im Zielsprint den Anschluss und wiesen schlussendlich einen Rückstand von 37 Sekunden auf. Richard Carapaz wurde bereits früh im Schlussanstieg abgehängt und büßte mehr als fünf Minuten ein. Tadej Pogačar holte die Gesamtführung zurück und lag nun 45 Sekunden vor Remco Evenepoel und 50 Sekunden vor Jonas Vingegaard.
Den Massensprint der 5. Etappe gewann der Brite Mark Cavendish (Astana Qazaqstan), der mit seinem 35. Tour-de-France-Etappensieg den Rekord von Eddy Merckx übertraf. Dahinter belegten Jasper Philipsen (Alpecin-Deceuninck) und Alexander Kristoff (Uno-X Mobility) die Plätze zwei und drei.
Auch die 6. Etappe endete mit einem Massensprint, wobei sich diesmal der Niederländer Dylan Groenewegen (Jayco AlUla) vor Biniam Girmay und Fernando Gaviria durchsetzte. Der Belgier Jasper Philipsen, der ursprünglich als Zweiter über den Zielstrich fuhr, wurde aufgrund seiner Fahrweise gegenüber Wout van Aert (Visma-Lease a Bike) auf den 107. Platz relegiert. Während der Etappe sorgte der Wind dafür, dass sich das Peloton in zwei Gruppen teilte. Schlussendlich kam das Feld jedoch geschlossen im Ziel an und es kam zu keinen nennenswerten Veränderungen in der Gesamtwertung.

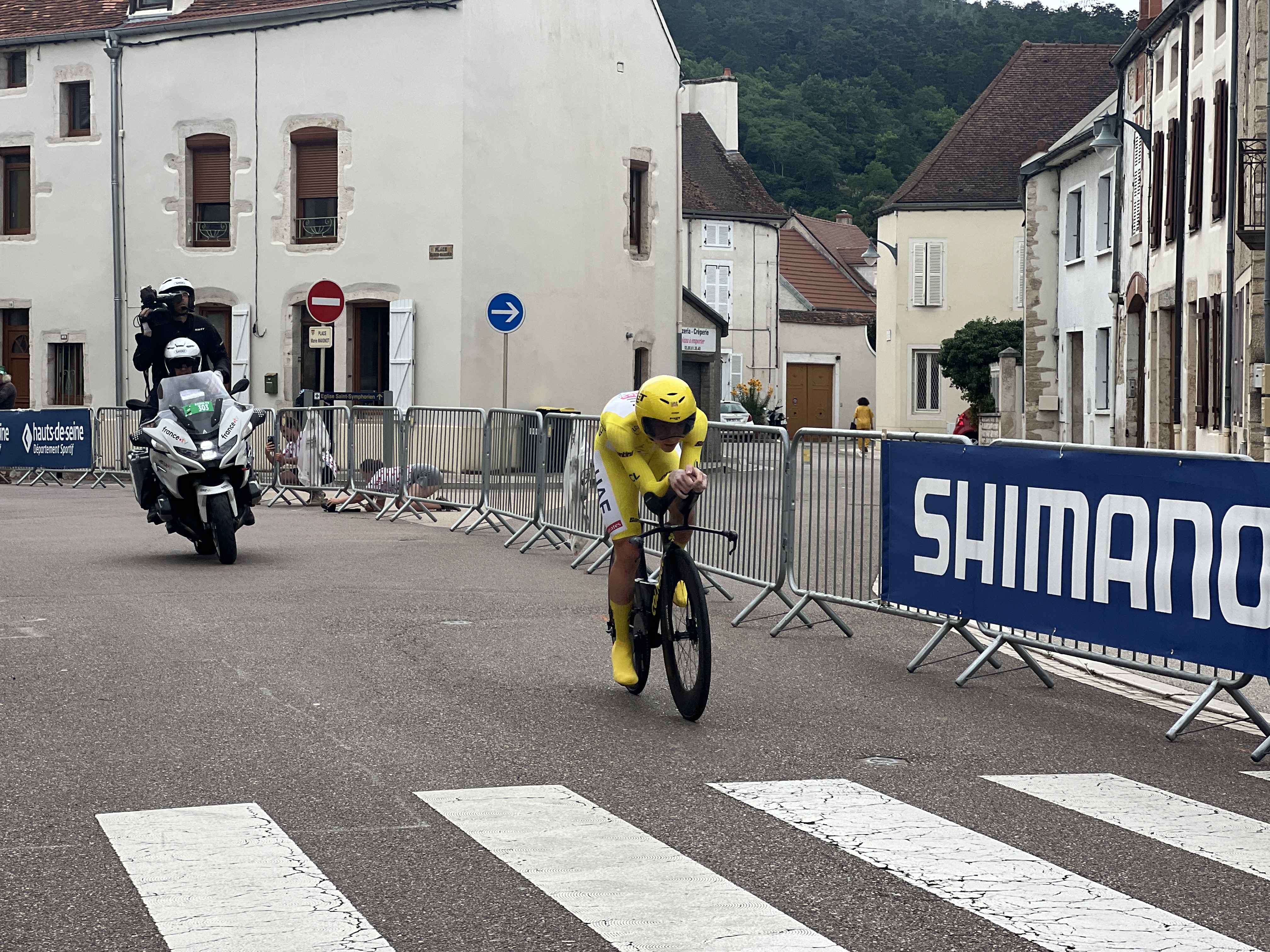
Im Einzelzeitfahren der 7. Etappe verteidigt Tadej Pogačar das Gelbe Trikot und muss sich nur dem Weltmeister Remco Evenepoel geschlagen geben

Das Einzelzeitfahren der 7. Etappe gewann der amtierenden Zeitfahrweltmeister Remco Evenepoel. Der Vorsprung des Belgiers betrug nach der Distanz von 25,3 Kilometern zwölf Sekunden auf Tadej Pogačar und 34 Sekunden auf Primož Roglič. Dahinter folgte Jonas Vingegaard mit einem Rückstand von 37 Sekunden. Tadej Pogačar verteidigte das Gelbe Trikot und lag nun 33 Sekunden vor Remco Evenepoel. Jonas Vingegaard wies als Gesamtdritter bereits einen Rückstand von einer Minute und 15 Sekunden auf, während sich Primož Roglič auf den vierten Gesamtrang schob und nun eine Minute und 36 Sekunden zurückliegt. Alle weiteren Fahrer wiesen bereits Rückstände von mehr als zwei Minuten auf.
Auf der leicht ansteigenden Zielgeraden der 8. Etappe setzte sich Biniam Girmay vor Jasper Philipsen und Anraud De Lie durch und gewann somit als erster Fahrer eine zweite Etappe der 111. Austragung. Mit Mads Pedersen (Lidl-Trek) verließ sein erster Verfolger in der Punktewertung die Rundfahrt.
Die Schotter-Abschnitte der 9. Etappe brachten keine bedeutenden Veränderungen im Gesamtklassement, obwohl es zu mehreren Angriffen kam. Nachdem Primož Roglič in der frühen Rennphase kurzzeitig abgehängt worden war, lösten sich Tadej Pogačar, Remco Evenepoel und Jonas Vingegaard rund 75 Kilometer vor dem Ziel vom Hauptfeld und schlossen kurzzeitig zur Ausreißergruppe auf. Das Trio ließ sich jedoch im Anschluss aufgrund von mangelnder Kooperation wieder einholen. Im Finale griff Tadej Pogačar mehrmals an, konnte sich jedoch nicht entscheidend absetzen. Der Etappensieg ging an den Franzosen Anthony Turgis (TotalEnergies), der den Sprint der Ausreißergruppe vor Thomas Pidcock (Ineos Grenadiers) und Derek Gee (Israel-Premier Tech) gewann.

### Zweite Woche (Etappen 10–15)
Nach dem ersten Ruhetag endete die 10. Etappe in einem Massensprint, den der Belgier Jasper Philipsen (Alpecin-Deceuninck), vor Biniam Girmay (Intermarché-Wanty) und Pascal Ackermann (Israel-Premier Tech) gewann. Mit Alexander Wlassow (Red Bull–Bora–Hansgrohe) ging ein wichtiger Helfer von Primož Roglič wegen eines Knöchelbruchs, den er sich auf dem neunten Abschnitt zugezogen hatte, nicht an den Start.
Die 11. Etappe führte die Fahrer ins Zentralmassiv, wobei im Finale vier Bergwertungen abgenommen wurden. Rund 30 Kilometer vor dem Ziel griff Tadej Pogačar (UAE Team Emirates) nach Vorarbeit seiner Teamkollegen an und konnte sich im Anstieg des Pas de Peyrol absetzen. Dahinter formierte sich eine kleine Verfolgergruppe, in der Remco Evenepoel (Soudal Quick-Step), Jonas Vingegaard (Visma-Lease a Bike), Primož Roglič (Red Bull-Bora-Hansgrohe), João Almeida, Adam Yates (beide UAE Team Emirates), Carlos Rodríguez (Ineos Grenadiers) und Giulio Ciccone (Lidl-Trek) vertreten waren. Im nachfolgenden Anstieg des Col du Pertus konnte einzig Jonas Vingegaard die Lücke von rund 30 Sekunden zum Gesamtführenden schließen, ehe Remco Evenepoel und Primož Roglič mit einem Rückstand von rund 45 Sekunden über die Passhöhe fuhren. Nach der letzten Bergwertung auf dem Col de Font de Cère kam es zum Sprint zwischen Tadej Pogačar und Jonas Vingegaard, wobei sich der Däne durchsetzte und aufgrund der Zeitbonifikationen eine Sekunde aufholte. Remco Evenepoel erreichte das Ziel mit einem Rückstand von 25 Sekunden und verteidigte so seinen zweiten Gesamtrang. Obwohl Primož Roglič nach einem Sturz in der letzten Abfahrt deutlich mehr Zeit einbüßte, wurde er aufgrund der 3-Kilometer-Regel mit derselben Zeit wie Remco Evenepoel gewertet. Im Gesamtklassement lag Tadej Pogačar nun eine Minute und sechs Sekunden vor Remco Evenepoel und eine Minute und 14 Sekunden vor Jonas Vingegaard. Primož Roglič wies als Gesamtvierter einen Rückstand von zwei Minuten und 14 Sekunden auf, während der nachfolgende João Almeida bereits rund viereinhalb Minute zurücklag. Der Verlierer der Etappe war Juan Ayuso (UAE Team Emirates), der mehr als vier Minuten verlor und als Gesamtneunter einen Rückstand von mehr als sieben Minuten aufwies.
Auf der 12. Etappe kam es erneut zu einem Massensprint in dem sich Biniam Girmay seinen dritten Etappensieg sicherte. Der Eritreer gewann vor Wout van Aert (Visma-Lease a Bike) und Pascal Ackermann (Israel-Premier Tech). Der Verlierer des Tages war Primož Roglič, der rund 12 Kilometer vor dem Ziel in einen Sturz verwickelt war und das Ziel mit einem Rückstand von zwei Minuten und 27 Sekunden erreichte. In der Gesamtwertung rutschte der Slowene auf den sechsten Rang ab, wobei er nun einen Rückstand von vier Minuten und 42 Sekunden auf Tadej Pogačar aufwies.
Nach seinem Sturz nahm Primož Roglič die 13. Etappe nicht mehr in Angriff. In der frühen Rennphase löste sich eine 23 Fahrer umfassende Fluchtgruppe, in der auch der Gesamtachte Adam Yates vertreten war. Bei den starken Seitenwind-Verhältnissen versuchte das Team Visma-Lease a Bike die Lücke zu den Ausreißern zu schließen, wodurch sich eine kleine Gruppe bildete, in der auch Tadej Pogačar und Remco Evenepoel vertreten waren. Nachdem die Ausreißer rund 70 Kilometer vor dem Ziel gestellt worden war, kam es zu weiteren Windstaffeln, wobei kein Gesamtklassement-Fahrer langfristig distanziert wurde. Im Zielsprint setzte sich Jasper Philipsen vor Wout van Aert und Pascal Ackermann durch. Neben Primož Roglič schied mit Juan Ayuso ein weiterer Top 10 Fahrer aus. Der Spanier, der zuvor positiv auf COVID-19 getestet worden war, verlor bereits frühen den Kontakt zum Hauptfeld.

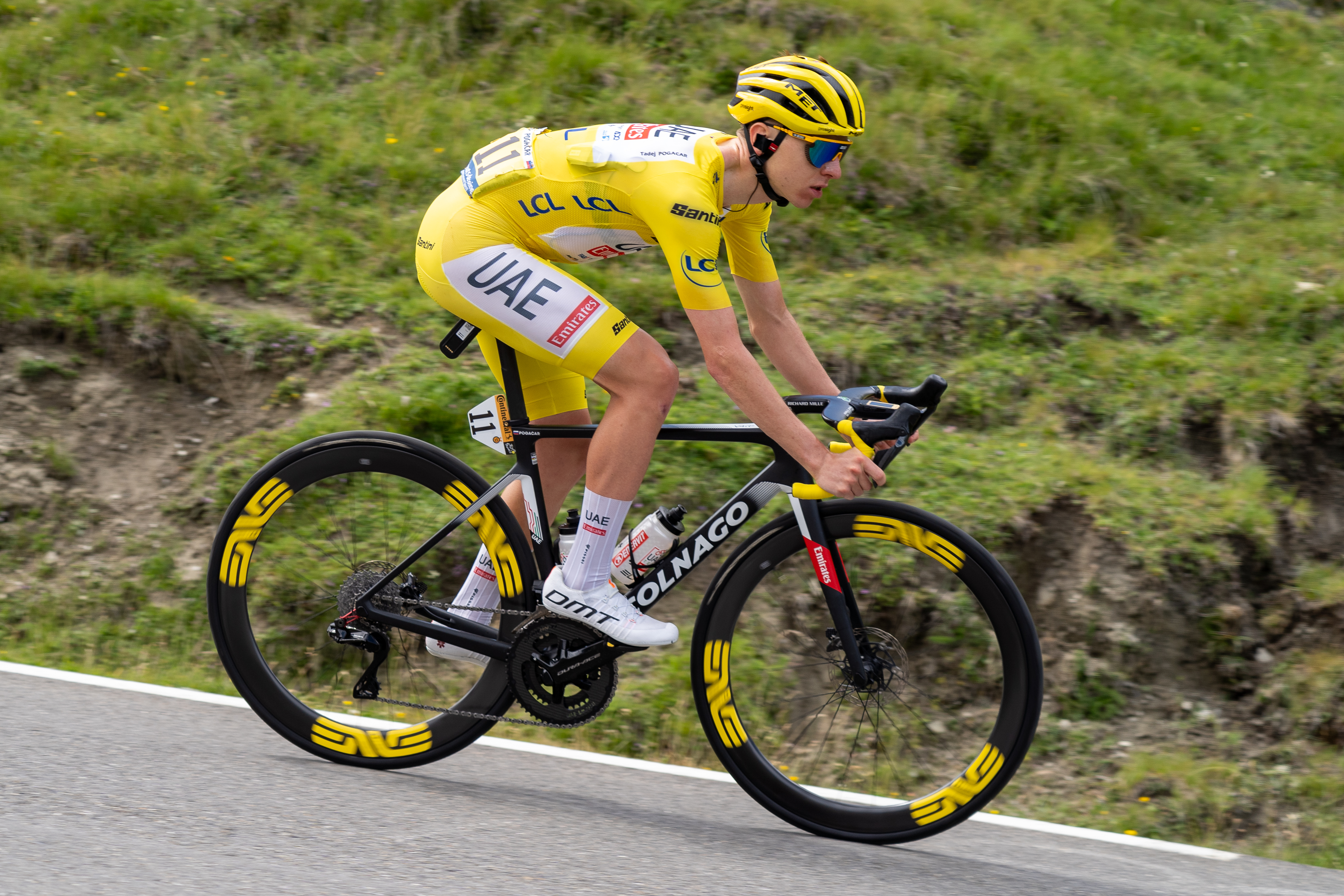
In den Pyrenäen baut Tadej Pogačar seinen Vorsprung mit zwei Etappensiegen auf mehr als drei Minuten aus

Die 14. Etappe endete mit der ersten Bergankunft der 111. Austragung. Nach Vorarbeit seiner Mannschaftskollegen, griff der gesamtführende Tadej Pogačar im Schlussanstieg zum Pla d’Adet an und gewann die Etappe mit einem Vorsprung von 39 Sekunden vor Jonas Vingegaard. Der Slowene nutze dabei die Dienste seines Teamkollegen Adam Yates, der sich rund sieben Kilometer vor dem Ziel von der Favoritengruppe löste. Kurz darauf trat Tadej Pogačar und schloss zu dem Hinterrad des Briten auf. Remco Evenepoel erreichte das Ziel mit einem Rückstand von einer Minute und zehn Sekunden und rutschte in der Gesamtwertung auf den dritten Gesamtrang ab. Tadej Pogačar wies nun einen Vorsprung von einer Minute und 57 Sekunden auf Jonas Vingegaard, während Remco Evenepoel bereits zwei Minuten und 22 Sekunden zurücklag.
Auf der 15. Etappe, die mit einer Bergankunft am Plateau de Beille zu Ende ging, gab großteils das Team Visma-Lease a Bike das Tempo vor, ehe Jonas Vingegaard bereits zehn Kilometer vor dem Ziel im Schlussanstieg angriff. Der Däne konnte den gesamtführenden Tadej Pogačar jedoch nicht distanzieren, der rund fünf Kilometer vor dem Ziel selbst antrat und im Finale einen Vorsprung von einer Minute und acht Sekunden auf seinen ersten Verfolger herausfuhr. Remco Evenepoel versuchte nicht, den beiden Spitzenreitern zu folgen, und belegte erneut den dritten Gesamtrang, wobei er diesmal fast drei Minuten einbüßte. Vor dem zweiten Ruhetag liegt Tadej Pogačar nun drei Minuten und neun Sekunden vor Jonas Vingegaard und fünf Minuten und 19 Sekunden vor Remco Evenepoel. Der Gesamtvierte João Almeida wies bereits einen Rückstand von fast elf Minuten auf.

### Dritte Woche (Etappen 16–21)
Die 16. Etappe endete in einem Massensprint, den Jasper Philipsen (Alpecin-Deceuninck) vor Phil Bauhaus (Bahrain Victorious) und Alexander Kristoff (Uno-X Mobility) gewann. Da Biniam Girmay (Intermarché-Wanty) im Finale zu Sturz kam, lag er in der Punktewertung nur noch 34 Punkte vor Jasper Philipsen.
Die 17. Etappe gewann Richard Carapaz (EF Education-EasyPost) als Solist aus der Ausreißergruppe. Der Ecuadorianer setzte sich im vorletzten Anstieg des Col du Noyer vor Simon Yates (Jayco AlUla) und Enric Mas (Movistar Team) durch. Ebenfalls im Col du Noyer griff Tadej Pogačar (UAE Team Emirates) an, konnte sich jedoch nicht entscheidend von Jonas Vingegaard (Visma-Lease a Bike) und Remco Evenepoel (Soudal Quick-Step) lösen. Auf den letzten Kilometern nach SuperDévoluy trat Remco Evenepoel an und konnte einen kleinen Vorsprung von zehn Sekunden herausfahren. Im Zielsprint nahm Tadej Pogačar seinem Kontrahenten Jonas Vingegaard zwei Sekunden ab. In der Gesamtwertung lag Tadej Pogačar nun drei Minuten und elf Sekunden vor Jonas Vingegaard und fünf Minuten und neun Sekunden vor Remco Evenepoel.
Auf der 18. Etappe setzte sich mit Victor Campenaerts (Lotto Dstny) erneut ein Fahrer der Ausreißergruppe durch. Der Belgier entschied dabei den Sprint vor Mattéo Vercher (TotalEnergies) und Michał Kwiatkowski (Ineos Grenadiers) für sich.
Die 19. Etappe führte mit der Cime de la Bonette über den höchsten Punkt der 111. Austragung und ging in Isola 2000 mit der höchsten Bergankunft zu Ende. Das Team Visma-Lease a Bike ging bereits früh in die Offensive und positionierte mit Matteo Jorgenson und Wilco Kelderman die beiden wichtigsten Berghelfer von Jonas Vingegaard in der Ausreißergruppe. Im finalen Anstieg präsentierte sich jedoch der gesamtführende Tadej Pogačar als stärkster Fahrer und setzte sich rund 10 Kilometer vor dem Ziel von seinen Konkurrenten um den Gesamtsieg ab. Einen Kilometer vor dem Ziel holte er mit Matteo Jorgenson den letzten Ausreißer ein und gewann 21 Sekunden vor Matteo Jorgenson und 40 Sekunden vor Simon Yates, der ebenfalls in der Fluchtgruppe gefahren war. Remco Evenepoel und Jonas Vingegaard erreichten das Ziel als Fünfter und Sechster mit einem Rückstand von einer Minute und 42 Sekunden. Tadej Pogačar lag somit bereits fünf Minuten und drei Sekunden vor Jonas Vingegaard und sieben Minuten und eine Sekunde vor Remco Evenepoel. Der Gesamtvierte João Almeida (UAE Team Emirates) wies bereits einen Rückstand von mehr als 15 Minuten auf.

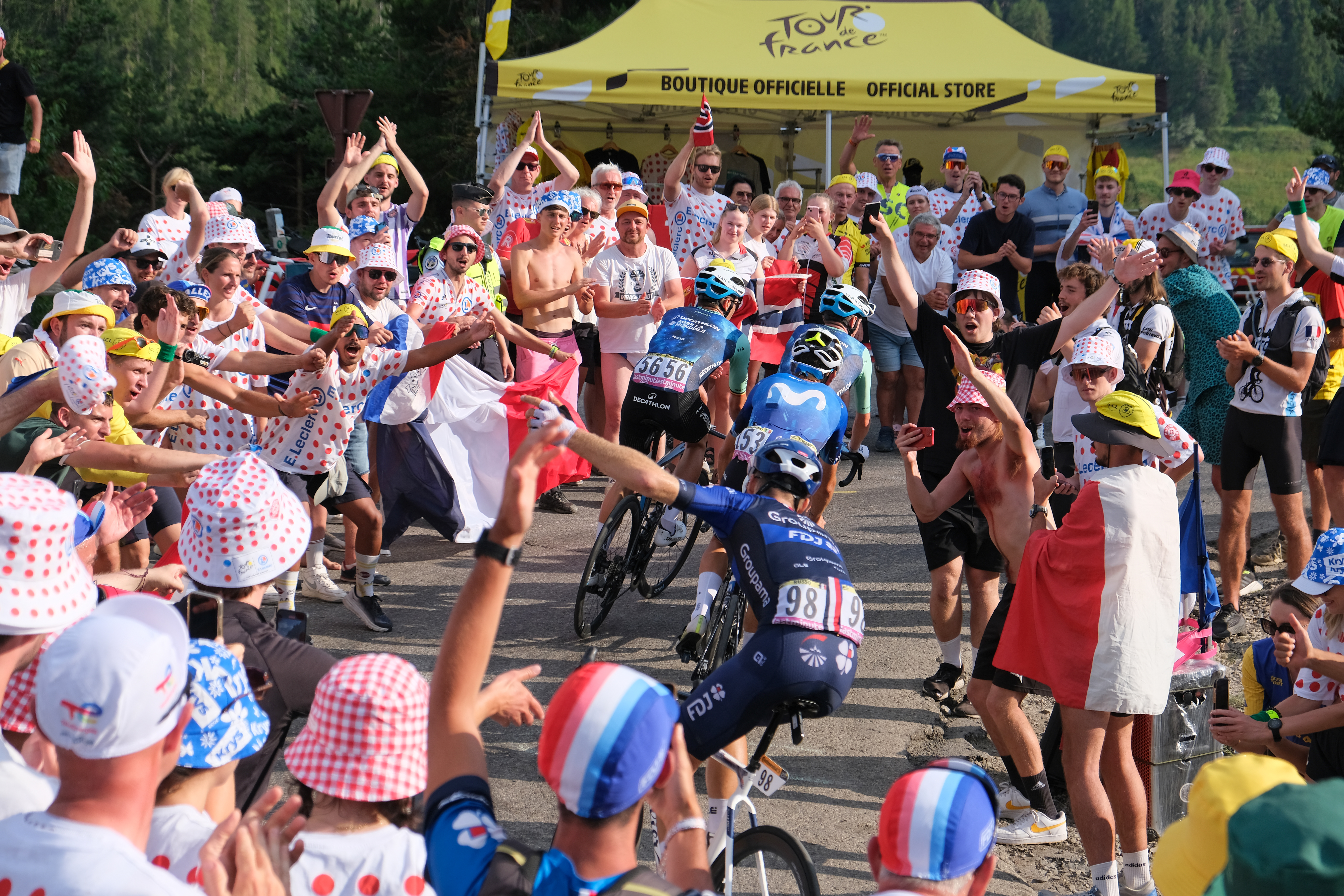
20. Etappe auf dem Col de la Couillole.

Im Anschluss gewann Tadej Pogačar auch die Bergankunft der 20. Etappe auf dem Col de la Couillole und ging mit einem Vorsprung von fünf Minuten und 14 Sekunden ins Abschlusszeitfahren. Jonas Vingegaard wurde mit sieben Sekunden Rückstand Zweiter, konnte jedoch seinen Vorsprung gegenüber Remco Evenepoel ausbauen. Dieser lag in der Gesamtwertung acht Minuten und vier Sekunden zurück.
Mit dem Sieg im Abschlusszeitfahren der 21. Etappe fixierte Tadej Pogačar seinen dritten Tour-de-France-Gesamtsieg. Mit seinem sechsten Etappensieg bei der 111. Austragung stellte er zudem erneut seine Dominanz unter Beweis und gewann mit einem Vorsprung von einer Minute und drei Sekunden vor Jonas Vingegaard. Remco Evenepoel wurde mit einer Minute und 14 Sekunden Rückstand Etappendritter. Schlussendlich gewann Tadej Pogačar die Gesamtwertung mit einem Vorsprung von sechs Minuten und 17 Sekunden. Der Gesamtdritte Remco Evenepoel, der sich in der Nachwuchswertung durchsetzte, wies bereits einen Rückstand von neun Minuten und 18 Sekunden auf.

## Reglement und Preisgeld
Das Rennen wurde nach dem Reglement der Union Cycliste Internationale (UCI) für Etappenrennen ausgetragen. Der Veranstalter ASO legte im Einklang hiermit ein Sonderreglement fest, aus dem sich die Höhe der Preisgelder und die Kriterien für die Vergabe der Sonderwertungen ergaben. Die Gesamtwertung und die Mannschaftswertung ergaben sich aus dem Reglement der UCI.

### Etappenkoeffizienten und Karenzzeit
Der Veranstalter wies den Etappen sechs Koeffizienten zu. Diese wirkten sich auf die Karenzzeit und die Punktewertung aus. Der Etappenkoeffizient gab Aussage über die Schwierigkeit einer Etappe, wobei der Koeffizient 1 für Etappen ohne besondere Schwierigkeit bestimmt war und der Koeffizient 5 bei sehr schweren und kurzen Etappen zum Einsatz kam. Einzelzeitfahren wurden dem Koeffizient 6 zugeteilt.
| Koeffizient | Beschreibung                         | Etappen         |
| ----------- | ------------------------------------ | --------------- |
| 1           | Etappen ohne besondere Schwierigkeit | 3, 5, 6, 10, 16 |
| 2           | Etappen mit „hügligem“ Terrain       | 2, 8, 9, 12, 13 |
| 3           | Etappen auf „sehr hügligem“ Terrain  | 1, 11, 17, 18   |
| 4           | sehr schwere Etappen                 | 15              |
| 5           | sehr schwere, kurze Etappen          | 4, 14, 19, 20   |
| 6           | Einzelzeitfahren                     | 7, 21           |

Auf Basis der sechs Koeffizienten, werden folgende Karenzzeiten berechnet:
- Koeffizient 1: Karenzzeit zwischen 4 % bei einer Siegergeschwindigkeit unter 36 km/h und 12 % bei einer Siegergeschwindigkeit über 50 km/h,
- Koeffizient 2: Karenzzeit zwischen 6 % bei einer Siegergeschwindigkeit unter 35 km/h und 18 % bei einer Siegergeschwindigkeit über 46 km/h,
- Koeffizient 3: Karenzzeit zwischen 10 % bei einer Siegergeschwindigkeit unter 35 km/h und 20 % bei einer Siegergeschwindigkeit über 44 km/h,
- Koeffizient 4: Karenzzeit zwischen 7 % bei einer Siegergeschwindigkeit unter 30 km/h und 18 % bei einer Siegergeschwindigkeit über 40 km/h,
- Koeffizient 5: Karenzzeit zwischen 10 % bei einer Siegergeschwindigkeit unter 29 km/h und 18 % bei einer Siegergeschwindigkeit über 36 km/h,
- Koeffizient 6: Karenzzeit von 30 % der Zeit des Siegers.

Auf der 20. Etappe wurde die Karenzzeit um drei Prozentpunkte erhöht. Die Jury kann in Ausnahmefällen Fahrer im Rennen belassen, welche die Karenzzeit überschritten haben. Diese Fahrer verlieren jedoch alle in der Punkte- und Bergwertung errungenen Punkte.
Die Etappenkoeffizienten waren auch bedeutend für die Anzahl der bei Etappenankünften vergebenen Punkte in der Punktewertung.

### Gesamtwertung
Der Führende der Gesamtwertung trug das Gelbe Trikot (maillot jaune). Die Gesamtwertung ergab sich wie stets bei internationalen Etappenrennen aus der Addition der gefahrenen Zeiten. Zusätzlich gab es bei den Etappenzielen – außer den Zeitfahretappen – 10, 6 und 4 Sekunden Zeitbonifikation. Wie im Vorjahr gab es nach Art. 25 des Reglements Zeitbonifikationen bei Bonussprints. Diese wurden auf den Etappen 2, 4, 11 und 17 abgehalten und brachten 8, 5 und 2 Sekunden.
Allen Fahrern, die die Ziellinie in einer Gruppe überquerten, wurde die Zielzeit des ersten Fahrers der Gruppe zugeschrieben. Bei Abständen von mehr als einer Sekunde kam es zur Teilung von Gruppen (unterschiedliche Zielzeiten der beiden Gruppen). Auf den Etappen 3, 5, 6, 8, 9, 10, 12, 13 und 16 wurde von einem Massensprint ausgegangen, bei denen das Fahrerfeld geschlossen im Ziel ankommt. Hier durften die Abstände innerhalb der Gruppe maximal drei Sekunden betragen. Die Zeiten wurden stets auf die nächste Sekunde abgerundet, ehe sie in die Gesamtwertung einberechnet wurden. In den Einzelzeitfahren der 7. und 21. Etappe, wurden die Zeit auf Hundertstel genau genommen um die Gesamtwertung bei Gleichstand entscheiden zu können.
Sollte ein Fahrer aufgrund von „nicht-physischen Gründen“ (Platten, technischer Defekt, Sturz etc.) auf den letzten drei Kilometern abgehängt worden sein, wurde ihm die Zeit der Gruppe zugeschrieben, in der er sich zuletzt befand. Die 3-Kilometer-Regel wurde auf den Etappen 7, 14, 15, 17, 19, 20 und 21 aufgehoben.

### Punktewertung
Der Führende der Punktewertung trug das Grüne Trikot (maillot vert). Die Punkte für diese Wertung wurden bei Etappenzielen entsprechend der Schwierigkeit und Art der Etappe (→Koeffizient) und Zwischensprints wie folgt vergeben:
| Platzierung                                                                  | 1. | 2. | 3. | 4. | 5. | 6. | 7. | 8. | 9. | 10. | 11. | 12. | 13. | 14. | 15. |
| ---------------------------------------------------------------------------- | -- | -- | -- | -- | -- | -- | -- | -- | -- | --- | --- | --- | --- | --- | --- |
| 2., 3., 5., 6., 8., 9., 10., 12., 13. und 16. Etappe (Koeffizienten 1 und 2) | 50 | 30 | 20 | 18 | 16 | 14 | 12 | 10 | 8  | 7   | 6   | 5   | 4   | 3   | 2   |
| 1., 11., 17. und 18. Etappe (Koeffizient 3)                                  | 30 | 25 | 22 | 19 | 17 | 15 | 13 | 11 | 9  | 7   | 6   | 5   | 4   | 3   | 2   |
| 4., 7., 14., 15., 19., 20. und 21. (Koeffizienten 4, 5 und 6)                | 20 | 17 | 15 | 13 | 11 | 10 | 9  | 8  | 7  | 6   | 5   | 4   | 3   | 2   | 1   |
| Zwischensprints                                                              | 20 | 17 | 15 | 13 | 11 | 10 | 9  | 8  | 7  | 6   | 5   | 4   | 3   | 2   | 1   |

### Bergwertung
Der Führende der Bergwertung trug das Gepunktete Trikot (maillot à pois). Die Punkte für diese Wertung wurden auf den Überfahrten der vom Veranstalter kategorisierten Anstiege wie folgt vergeben:
| Platzierung           | 1. | 2. | 3. | 4. | 5. | 6. | 7. | 8. |   |
| --------------------- | -- | -- | -- | -- | -- | -- | -- | -- | - |
| Hors Catégorie * (6×) | 20 | 15 | 12 | 10 | 8  | 6  | 4  | 2  |   |
| 1. Kategorie (10×)    | 10 | 8  | 6  | 4  | 2  | 1  | —  | —  |   |
| 2. Kategorie (11×)    | 5  | 3  | 2  | 1  | —  | —  | —  | —  |   |
| 3. Kategorie (19×)    | 2  | 1  | —  | —  | —  | —  | —  | —  |   |
| 4. Kategorie (21×)    | 1  | —  | —  | —  | —  | —  | —  | —  | — |

Souvenir Henri Desgrange
Der erste Fahrer auf der Passhöhe des Col du Galibier (4. Etappe) wurde mit dem Souvenir Henri Desgrange ausgezeichnet, das mit einer Prämie von 5000 € verbunden war.
Souvenir Jacques Goddet
Der erste Fahrer auf dem Gipfel des Col du Tourmalet (14. Etappe) wurde mit dem Souvenir Jacques Goddet ausgezeichnet, das mit einer Prämie von 5000 € verbunden war.

### Nachwuchswertung
Der Führende der Nachwuchswertung trug das Weiße Trikot (maillot blanc). Die Nachwuchswertung war identisch zur Gesamtwertung, aber auf die seit dem 1. Januar 1999 geborenen Fahrer beschränkt.

### Mannschaftswertung
Die Führenden der Mannschaftswertung trugen eine gelbe Rückennummer. Die Mannschaftswertung berechnete sich aus den Zeiten der drei ersten Fahrer eines Teams auf jeder Etappe.

### Kämpferischster Fahrer
Eine Jury zeichnete am Ende einer Etappe und am Ende der Tour de France einen Fahrer mit einer goldenen Rückennummer als kämpferischsten Fahrer aus. Ausgenommen waren die Einzelzeitfahren.

### Preisgelder
Die Preisgelder beliefen sich abzüglich Steuer auf eine Gesamtsumme von 2.301.200 Euro. Davon wurden 1.138.800 Euro für das Gesamtklassement, 601.650 Euro für die Etappenwertungen, 178.800 Euro für die Mannschaftswertung, 128.000 Euro für die Punktewertung, 110.450 Euro für die Bergwertung, 66.500 Euro für die Nachwuchswertung, 58.000 Euro für die Wertungen um den kämpferischsten Fahrer sowie 19.000 Euro weitere Preise verwendet.
| Platzierung            | 1.        | 2.        | 3.        | 4.       | 5.       | 6.       | 7.       | 8.      | 9.      | 10. Anm. | Führung |
| ---------------------- | --------- | --------- | --------- | -------- | -------- | -------- | -------- | ------- | ------- | -------- | ------- |
| Gesamtwertung          | 500.000 € | 200.000 € | 100.000 € | 70.000 € | 50.000 € | 23.000 € | 11.500 € | 7.600 € | 4.500 € | 3.800 €  | 500 €   |
| Punktewertung          | 025.000 € | 015.000 € | 010.000 € | 04.000 € | 03.500 € | 03.000 € | 02.500 € | 2.000 € | —       | —        | 300 €   |
| Bergwertung            | 025.000 € | 015.000 € | 010.000 € | 04.000 € | 03.500 € | 03.000 € | 02.500 € | 2.000 € | —       | —        | 300 €   |
| Nachwuchswertung       | 020.000 € | 015.000 € | 010.000 € | 05.000 € | —        | —        | —        | —       | —       | —        | 300 €   |
| Mannschaftswertung     | 050.000 € | 030.000 € | 020.000 € | 12.000 € | 08.000 € | —        | —        | —       | —       | —        | —       |
| Kämpferischster Fahrer | 020.000 € | —         | —         | —        | —        | —        | —        | —       | —       | —        | —       |

| Platzierung                | 1.       | 2.      | 3.      | Anmerkung                                |
| -------------------------- | -------- | ------- | ------- | ---------------------------------------- |
| Etappenwertung             | 11.000 € | 5.500 € | 2.800 € | gestaffelt bis zum 20. Platz (300 €)     |
| Zwischensprints            | 01.500 € | 1.000 € | 0.500 € | 19 Zwischensprints während der Tour      |
| Bergwertung hors categorie | 00.800 € | 0.450 € | 0.300 € | 06 Wertungen während der Tour            |
| Bergwertung Kat. 1         | 00.650 € | 0.400 € | 0.150 € | 10 Wertungen während der Tour            |
| Bergwertung Kat. 2         | 00.500 € | 0.250 € | —       | 11 Wertungen während der Tour            |
| Bergwertung Kat. 3         | 00.300 € | —       | —       | 19 Wertungen während der Tour            |
| Bergwertung Kat. 4         | 00.200 € | —       | —       | 21 Wertungen während der Tour            |
| Nachwuchsfahrer            | 00.500 € | —       | —       | schnellster Nachwuchsfahrer der Etappe   |
| Kämpferischster Fahrer     | 02.000 € | —       | —       | ausgenommen Zeitfahren und Schlussetappe |
| Mannschaft                 | 02.800 € | —       | —       | schnellste Mannschaft der Etappe         |

Zusätzlich wählte die Jury am Ende jeder Woche den besten Teamkollegen. Dieser erhielt 3.000 Euro.

## UCI-Punkte
Die Tour de France 2024 war Teil der UCI WorldTour 2024. Während des Rennens wurden UCI-Punkte vergeben, die sich auf die Platzierung der Fahrer und Mannschaften im UCI Ranking auswirkten. Die Punktevergabe erfolgte nach folgendem Schlüssel:
| Platzierung    | 1.   | 2.   | 3.  | 4.  | 5.  | 6.  | 7.  | 8.  | 9.  | 10. | Anmerkung                                |
| -------------- | ---- | ---- | --- | --- | --- | --- | --- | --- | --- | --- | ---------------------------------------- |
| Gesamtwertung  | 1300 | 1040 | 880 | 750 | 620 | 520 | 425 | 360 | 295 | 230 | gestaffelt bis zum 60. Platz (15 Punkte) |
| Punktewertung  | 25   | —    | —   | —   | —   | —   | —   | —   | —   | —   |                                          |
| Bergwertung    | 25   | —    | —   | —   | —   | —   | —   | —   | —   | —   |                                          |
| Etappenwertung | 210  | 150  | 110 | 90  | 70  | 55  | 45  | 40  | 35  | 30  | gestaffelt bis zum 15. Platz (5 Punkte)  |
| Führung        | 25   | —    | —   | —   | —   | —   | —   | —   | —   | —   | Gesamtführender nach jeder Etappe        |

## Wertungen im Tourverlauf
Die Tabelle zeigt den Führenden in der jeweiligen Wertung bzw. die Träger der Wertungstrikots oder farbigen Rückennummern am Ende der jeweiligen Etappe an. Eine detailliertere Übersicht über die Platzierungen nach einer Etappe bieten die einzelnen Etappenartikel, die in der ersten Spalte verlinkt sind.
| Etappe | Gesamtwertung         | Punktewertung             | Bergwertung                    | Nachwuchswertung              | Teamwertung               | Kämpferischster Fahrer           |
| ------ | --------------------- | ------------------------- | ------------------------------ | ----------------------------- | ------------------------- | -------------------------------- |
| 1.     | Romain Bardet (DFP)   | Frank van den Broek (DFP) | Jonas Abrahamsen (UXM) (b) (c) | Frank van den Broek (DFP) (a) | Team dsm-firmenich PostNL | Frank van den Broek (DFP)        |
| 2.     | Tadej Pogačar (UAE)   | Jonas Abrahamsen (UXM)    | Jonas Abrahamsen (UXM) (b) (c) | Remco Evenepoel (SOQ)         | Movistar Team             | Jonas Abrahamsen (UXM)           |
| 3.     | Richard Carapaz (EFE) | Jonas Abrahamsen (UXM)    | Jonas Abrahamsen (UXM) (b) (c) | Remco Evenepoel (SOQ)         | Movistar Team             | Fabien Grellier (TEN)            |
| 4.     | Tadej Pogačar (UAE)   | Jonas Abrahamsen (UXM)    | Jonas Abrahamsen (UXM) (b) (c) | Remco Evenepoel (SOQ)         | UAE Team Emirates         | Oier Lazkano (MOV)               |
| 5.     | Tadej Pogačar (UAE)   | Biniam Girmay (IWA)       | Jonas Abrahamsen (UXM) (b) (c) | Remco Evenepoel (SOQ)         | UAE Team Emirates         | Clément Russo (GFC)              |
| 6.     | Tadej Pogačar (UAE)   | Biniam Girmay (IWA)       | Jonas Abrahamsen (UXM) (b) (c) | Remco Evenepoel (SOQ)         | UAE Team Emirates         | Mads Pedersen (LTK)              |
| 7.     | Tadej Pogačar (UAE)   | Biniam Girmay (IWA)       | Jonas Abrahamsen (UXM) (b) (c) | Remco Evenepoel (SOQ)         | UAE Team Emirates         | nicht vergeben                   |
| 8.     | Tadej Pogačar (UAE)   | Biniam Girmay (IWA)       | Jonas Abrahamsen (UXM) (b) (c) | Remco Evenepoel (SOQ)         | UAE Team Emirates         | Jonas Abrahamsen (UXM)           |
| 9.     | Tadej Pogačar (UAE)   | Biniam Girmay (IWA)       | Jonas Abrahamsen (UXM) (b) (c) | Remco Evenepoel (SOQ)         | UAE Team Emirates         | Jasper Stuyven (LTK)             |
| 10.    | Tadej Pogačar (UAE)   | Biniam Girmay (IWA)       | Jonas Abrahamsen (UXM) (b) (c) | Remco Evenepoel (SOQ)         | UAE Team Emirates         | Kobe Goossens (IWA)              |
| 11.    | Tadej Pogačar (UAE)   | Biniam Girmay (IWA)       | Tadej Pogačar (UAE) (d) (e)    | Remco Evenepoel (SOQ)         | UAE Team Emirates         | Tadej Pogačar (UAE)              |
| 12.    | Tadej Pogačar (UAE)   | Biniam Girmay (IWA)       | Tadej Pogačar (UAE) (d) (e)    | Remco Evenepoel (SOQ)         | UAE Team Emirates         | Quentin Pacher (GFC)             |
| 13.    | Tadej Pogačar (UAE)   | Biniam Girmay (IWA)       | Tadej Pogačar (UAE) (d) (e)    | Remco Evenepoel (SOQ)         | UAE Team Emirates         | Magnus Cort Nielsen (UXM)        |
| 14.    | Tadej Pogačar (UAE)   | Biniam Girmay (IWA)       | Tadej Pogačar (UAE) (d) (e)    | Remco Evenepoel (SOQ)         | UAE Team Emirates         | Ben Healy (EFE)                  |
| 15.    | Tadej Pogačar (UAE)   | Biniam Girmay (IWA)       | Tadej Pogačar (UAE) (d) (e)    | Remco Evenepoel (SOQ)         | UAE Team Emirates         | Richard Carapaz (EFE)            |
| 16.    | Tadej Pogačar (UAE)   | Biniam Girmay (IWA)       | Tadej Pogačar (UAE) (d) (e)    | Remco Evenepoel (SOQ)         | UAE Team Emirates         | Thomas Gachignard (TEN)          |
| 17.    | Tadej Pogačar (UAE)   | Biniam Girmay (IWA)       | Tadej Pogačar (UAE) (d) (e)    | Remco Evenepoel (SOQ)         | UAE Team Emirates         | Romain Grégoire (GFC)            |
| 18.    | Tadej Pogačar (UAE)   | Biniam Girmay (IWA)       | Tadej Pogačar (UAE) (d) (e)    | Remco Evenepoel (SOQ)         | UAE Team Emirates         | Tobias Halland Johannessen (UXM) |
| 19.    | Tadej Pogačar (UAE)   | Biniam Girmay (IWA)       | Richard Carapaz (EFE)          | Remco Evenepoel (SOQ)         | UAE Team Emirates         | Richard Carapaz (EFE)            |
| 20.    | Tadej Pogačar (UAE)   | Biniam Girmay (IWA)       | Richard Carapaz (EFE)          | Remco Evenepoel (SOQ)         | UAE Team Emirates         | Enric Mas (MOV)                  |
| 21.    | Tadej Pogačar (UAE)   | Biniam Girmay (IWA)       | Richard Carapaz (EFE)          | Remco Evenepoel (SOQ)         | UAE Team Emirates         | nicht vergeben                   |
| Sieger | Tadej Pogačar (UAE)   | Biniam Girmay (IWA)       | Richard Carapaz (EFE)          | Remco Evenepoel (SOQ)         | UAE Team Emirates         | Richard Carapaz (EFE)            |

## Zahlen und Rekorde
Mit seinem 35. Tour-Etappensieg auf der 5. Etappe wurde der Brite Mark Cavendish (Astana Qazaqstan Team) zum alleinigen Rekordhalter vor dem Belgier Eddy Merckx, der zwischen 1969 und 1975 insgesamt 34 Etappen bei der Tour de France gewann.
Durch die Erfolge von Biniam Girmay und Richard Carapaz trugen sich die beiden Nationen Eritrea und Ecuador erstmals in die Siegerliste der Tour de France ein. Zudem sorgten die beiden für die ersten Erfolge in einer Sonderwertung. Biniam Girmay war zudem der erste Afrikaner der die Punktewertung der Tour de France gewinnen konnte.
Im Rahmen der 111. Austragung wurden zahlreiche Rekordzeiten gebrochen. Tadej Pogačar absolvierte den Col du Galibier, Col de la Couillole, sowie die Auffahrten zum Pla d’Adet, Plateau de Beille und Isola 2000 in neuen Bestzeiten. Jonas Vingegaard stellte auf dem Col du Pertus ebenfalls einen neuen Rekord auf.

## Endergebnisse

### Gesamtwertung
| \| Gesamtwertung \| Gesamtwertung \| Gesamtwertung \| Gesamtwertung \| Gesamtwertung \| \| Fahrer \| Fahrer \| Land \| Team \| Zeit \| \| ------------- \| ----------------- \| ---------------------- \| -------------------------- \| ----------------- \| \| 1. \| Tadej Pogačar \| Slowenien \| UAE Team Emirates \| 83 h 38 min 56 s \| \| 2. \| Jonas Vingegaard \| Dänemark \| Team Visma \\| Lease a Bike \| + 6 min 17 s \| \| 3. \| Remco Evenepoel \| Belgien \| Soudal Quick-Step \| + 9 min 18 s \| \| 4. \| João Almeida \| Portugal \| UAE Team Emirates \| + 19 min 03 s \| \| 5. \| Mikel Landa \| Spanien \| Soudal Quick-Step \| + 20 min 06 s \| \| 6. \| Adam Yates \| Vereinigtes Königreich \| UAE Team Emirates \| + 24 min 07 s \| \| 7. \| Carlos Rodríguez \| Spanien \| Ineos Grenadiers \| + 25 min 04 s \| \| 8. \| Matteo Jorgenson \| Vereinigte Staaten \| Team Visma \\| Lease a Bike \| + 26 min 34 s \| \| 9. \| Derek Gee \| Kanada \| Israel-Premier Tech \| + 27 min 21 s \| \| 10. \| Santiago Buitrago \| Kolumbien \| Bahrain Victorious \| + 29 min 03 s \| \| 11. \| Giulio Ciccone \| Italien \| Lidl-Trek \| + 30 min 42 s \| \| 12. \| Simon Yates \| Vereinigtes Königreich \| Team Jayco AlUla \| + 39 min 04 s \| \| 13. \| Guillaume Martin \| Frankreich \| Cofidis \| + 43 min 49 s \| \| 14. \| Felix Gall \| Österreich \| Decathlon-AG2R La Mondiale \| + 46 min 12 s \| \| 15. \| Laurens De Plus \| Belgien \| Ineos Grenadiers \| + 46 min 24 s \| \| 16. \| Steff Cras \| Belgien \| TotalEnergies \| + 49 min 18 s \| \| 17. \| Richard Carapaz \| Ecuador \| EF Education-EasyPost \| + 49 min 24 s \| \| 18. \| Jai Hindley \| Australien \| Red Bull-Bora-Hansgrohe \| + 57 min 04 s \| \| 19. \| Enric Mas \| Spanien \| Movistar Team \| + 1 h 11 min 05 s \| \| 20. \| Louis Meintjes \| Südafrika \| Intermarché-Wanty \| + 1 h 11 min 50 s \| \| 21. \| Wilco Kelderman \| Niederlande \| Team Visma \\| Lease a Bike \| + 1 h 23 min 11 s \| \| 22. \| Julien Bernard \| Frankreich \| Lidl-Trek \| + 1 h 37 min 15 s \| \| 23. \| Javier Romo \| Spanien \| Movistar Team \| + 1 h 42 min 26 s \| \| 24. \| Carlos Verona \| Spanien \| Lidl-Trek \| + 1 h 47 min 13 s \| \| 25. \| Valentin Madouas \| Frankreich \| Groupama-FDJ \| + 1 h 51 min 59 s \| |                   |                        |                            |                   |
| |                   |                        |                            |                   |
| Quellen: ProCyclingStats Cycling Quotient |                   |                        |                            |                   |
| Gesamtwertung |                   |                        |                            |                   |
| Fahrer | Fahrer            | Land                   | Team                       | Zeit              |
| 1. | Tadej Pogačar     | Slowenien              | UAE Team Emirates          | 83 h 38 min 56 s  |
| 2. | Jonas Vingegaard  | Dänemark               | Team Visma \| Lease a Bike | + 6 min 17 s      |
| 3. | Remco Evenepoel   | Belgien                | Soudal Quick-Step          | + 9 min 18 s      |
| 4. | João Almeida      | Portugal               | UAE Team Emirates          | + 19 min 03 s     |
| 5. | Mikel Landa       | Spanien                | Soudal Quick-Step          | + 20 min 06 s     |
| 6. | Adam Yates        | Vereinigtes Königreich | UAE Team Emirates          | + 24 min 07 s     |
| 7. | Carlos Rodríguez  | Spanien                | Ineos Grenadiers           | + 25 min 04 s     |
| 8. | Matteo Jorgenson  | Vereinigte Staaten     | Team Visma \| Lease a Bike | + 26 min 34 s     |
| 9. | Derek Gee         | Kanada                 | Israel-Premier Tech        | + 27 min 21 s     |
| 10. | Santiago Buitrago | Kolumbien              | Bahrain Victorious         | + 29 min 03 s     |
| 11. | Giulio Ciccone    | Italien                | Lidl-Trek                  | + 30 min 42 s     |
| 12. | Simon Yates       | Vereinigtes Königreich | Team Jayco AlUla           | + 39 min 04 s     |
| 13. | Guillaume Martin  | Frankreich             | Cofidis                    | + 43 min 49 s     |
| 14. | Felix Gall        | Österreich             | Decathlon-AG2R La Mondiale | + 46 min 12 s     |
| 15. | Laurens De Plus   | Belgien                | Ineos Grenadiers           | + 46 min 24 s     |
| 16. | Steff Cras        | Belgien                | TotalEnergies              | + 49 min 18 s     |
| 17. | Richard Carapaz   | Ecuador                | EF Education-EasyPost      | + 49 min 24 s     |
| 18. | Jai Hindley       | Australien             | Red Bull-Bora-Hansgrohe    | + 57 min 04 s     |
| 19. | Enric Mas         | Spanien                | Movistar Team              | + 1 h 11 min 05 s |
| 20. | Louis Meintjes    | Südafrika              | Intermarché-Wanty          | + 1 h 11 min 50 s |
| 21. | Wilco Kelderman   | Niederlande            | Team Visma \| Lease a Bike | + 1 h 23 min 11 s |
| 22. | Julien Bernard    | Frankreich             | Lidl-Trek                  | + 1 h 37 min 15 s |
| 23. | Javier Romo       | Spanien                | Movistar Team              | + 1 h 42 min 26 s |
| 24. | Carlos Verona     | Spanien                | Lidl-Trek                  | + 1 h 47 min 13 s |
| 25. | Valentin Madouas  | Frankreich             | Groupama-FDJ               | + 1 h 51 min 59 s |

### Punktewertung
| Punktewertung | Punktewertung    | Punktewertung | Punktewertung              | Punktewertung |
| Fahrer        | Fahrer           | Land          | Team                       | Punkte        |
| ------------- | ---------------- | ------------- | -------------------------- | ------------- |
| 1.            | Biniam Girmay    | Eritrea       | Intermarché-Wanty          | 387 P.        |
| 2.            | Jasper Philipsen | Belgien       | Alpecin-Deceuninck         | 354 P.        |
| 3.            | Bryan Coquard    | Frankreich    | Cofidis                    | 208 P.        |
| 4.            | Tadej Pogačar    | Slowenien     | UAE Team Emirates          | 196 P.        |
| 5.            | Anthony Turgis   | Frankreich    | TotalEnergies              | 180 P.        |
| 6.            | Arnaud De Lie    | Belgien       | Lotto Dstny                | 161 P.        |
| 7.            | Remco Evenepoel  | Belgien       | Soudal Quick-Step          | 152 P.        |
| 8.            | Wout van Aert    | Belgien       | Team Visma \| Lease a Bike | 152 P.        |
| 9.            | Jonas Abrahamsen | Norwegen      | Uno-X Mobility             | 149 P.        |
| 10.           | Jonas Vingegaard | Dänemark      | Team Visma \| Lease a Bike | 136 P.        |

### Bergwertung
| Bergwertung | Bergwertung      | Bergwertung        | Bergwertung                | Bergwertung |
| Fahrer      | Fahrer           | Land               | Team                       | Punkte      |
| ----------- | ---------------- | ------------------ | -------------------------- | ----------- |
| 1.          | Richard Carapaz  | Ecuador            | EF Education-EasyPost      | 127 P.      |
| 2.          | Tadej Pogačar    | Slowenien          | UAE Team Emirates          | 102 P.      |
| 3.          | Jonas Vingegaard | Dänemark           | Team Visma \| Lease a Bike | 70 P.       |
| 4.          | Matteo Jorgenson | Vereinigte Staaten | Team Visma \| Lease a Bike | 54 P.       |
| 5.          | Remco Evenepoel  | Belgien            | Soudal Quick-Step          | 50 P.       |
| 6.          | Wilco Kelderman  | Niederlande        | Team Visma \| Lease a Bike | 43 P.       |
| 7.          | Oier Lazkano     | Spanien            | Movistar Team              | 41 P.       |
| 8.          | Jonas Abrahamsen | Norwegen           | Uno-X Mobility             | 36 P.       |
| 9.          | Enric Mas        | Spanien            | Movistar Team              | 33 P.       |
| 10.         | David Gaudu      | Frankreich         | Groupama-FDJ               | 30 P.       |

### Nachwuchswertung
| Nachwuchswertung | Nachwuchswertung           | Nachwuchswertung       | Nachwuchswertung           | Nachwuchswertung  |
| Fahrer           | Fahrer                     | Land                   | Team                       | Zeit              |
| ---------------- | -------------------------- | ---------------------- | -------------------------- | ----------------- |
| 1.               | Remco Evenepoel            | Belgien                | Soudal Quick-Step          | 83 h 48 min 14 s  |
| 2.               | Carlos Rodríguez           | Spanien                | Ineos Grenadiers           | + 15 min 46 s     |
| 3.               | Matteo Jorgenson           | Vereinigte Staaten     | Team Visma \| Lease a Bike | + 17 min 16 s     |
| 4.               | Santiago Buitrago          | Kolumbien              | Bahrain Victorious         | + 19 min 45 s     |
| 5.               | Javier Romo                | Spanien                | Movistar Team              | + 1 h 33 min 08 s |
| 6.               | Ilan Van Wilder            | Belgien                | Soudal Quick-Step          | + 1 h 45 min 12 s |
| 7.               | Ben Healy                  | Irland                 | EF Education-EasyPost      | + 1 h 46 min 54 s |
| 8.               | Jordan Jegat               | Frankreich             | TotalEnergies              | + 1 h 53 min 18 s |
| 9.               | Tobias Halland Johannessen | Norwegen               | Uno-X Mobility             | + 2 h 12 min 19 s |
| 10.              | Oscar Onley                | Vereinigtes Königreich | Team dsm-firmenich PostNL  | + 2 h 32 min 21 s |

### Mannschaftswertung
| Mannschaftswertung | Mannschaftswertung         | Mannschaftswertung           | Mannschaftswertung |
| Team               | Team                       | Land                         | Zeit               |
| ------------------ | -------------------------- | ---------------------------- | ------------------ |
| 1.                 | UAE Team Emirates          | Vereinigte Arabische Emirate | 251 h 36 min 43 s  |
| 2.                 | Team Visma \| Lease a Bike | Niederlande                  | + 31 min 51 s      |
| 3.                 | Soudal Quick-Step          | Belgien                      | + 1 h 33 min 06 s  |
| 4.                 | Ineos Grenadiers           | Vereinigtes Königreich       | + 1 h 34 min 05 s  |
| 5.                 | Lidl-Trek                  | Vereinigte Staaten           | + 2 h 33 min 49 s  |
| 6.                 | Movistar Team              | Spanien                      | + 3 h 10 min 06 s  |
| 7.                 | Bahrain Victorious         | Bahrain                      | + 3 h 38 min 21 s  |
| 8.                 | Red Bull-Bora-Hansgrohe    | Deutschland                  | + 3 h 57 min 23 s  |
| 9.                 | Israel-Premier Tech        | Israel                       | + 4 h 01 min 23 s  |
| 10.                | EF Education-EasyPost      | Vereinigte Staaten           | + 4 h 06 min 54 s  |